# Trolleybus
Un trolleybus, ou trolley, est un véhicule électrique sur pneumatiques, guidé ou non, alimenté par des lignes aériennes et qui permet le transport en commun de voyageurs en zone urbaine. Il peut circuler aussi bien en site propre que s'insérer dans la circulation. Disposé comme un autobus (où la station debout est permise) et possédant des portes d'un seul côté, il n'est pas propulsé par un moteur thermique mais par un moteur électrique.
Son courant lui est fourni par une caténaire double (généralement appelée « lignes aériennes de contact », LAC) ou bifilaire. Il est ainsi distinct des bus électriques, qui fonctionnent avec une source interne d'électricité (batteries, pile à combustible). Comme l'autobus ou l'autocar, il poursuit la formule de l'omnibus pour sa desserte en réseau, marquant des arrêts à la demande des usagers. Comme le tramway, il circule de façon compatible avec la desserte automobile (contrairement au métro) et à ce titre est parfois appelé Métrobus ou tramway sur pneus.
Environ 315 réseaux de trolleybus en fonctionnement sont dénombrés dans des villes de 45 pays différents en 2010. Au total, plus de 800 réseaux ont été exploités sur le plan mondial au fil des années, mais jamais plus de 405 réseaux simultanément.

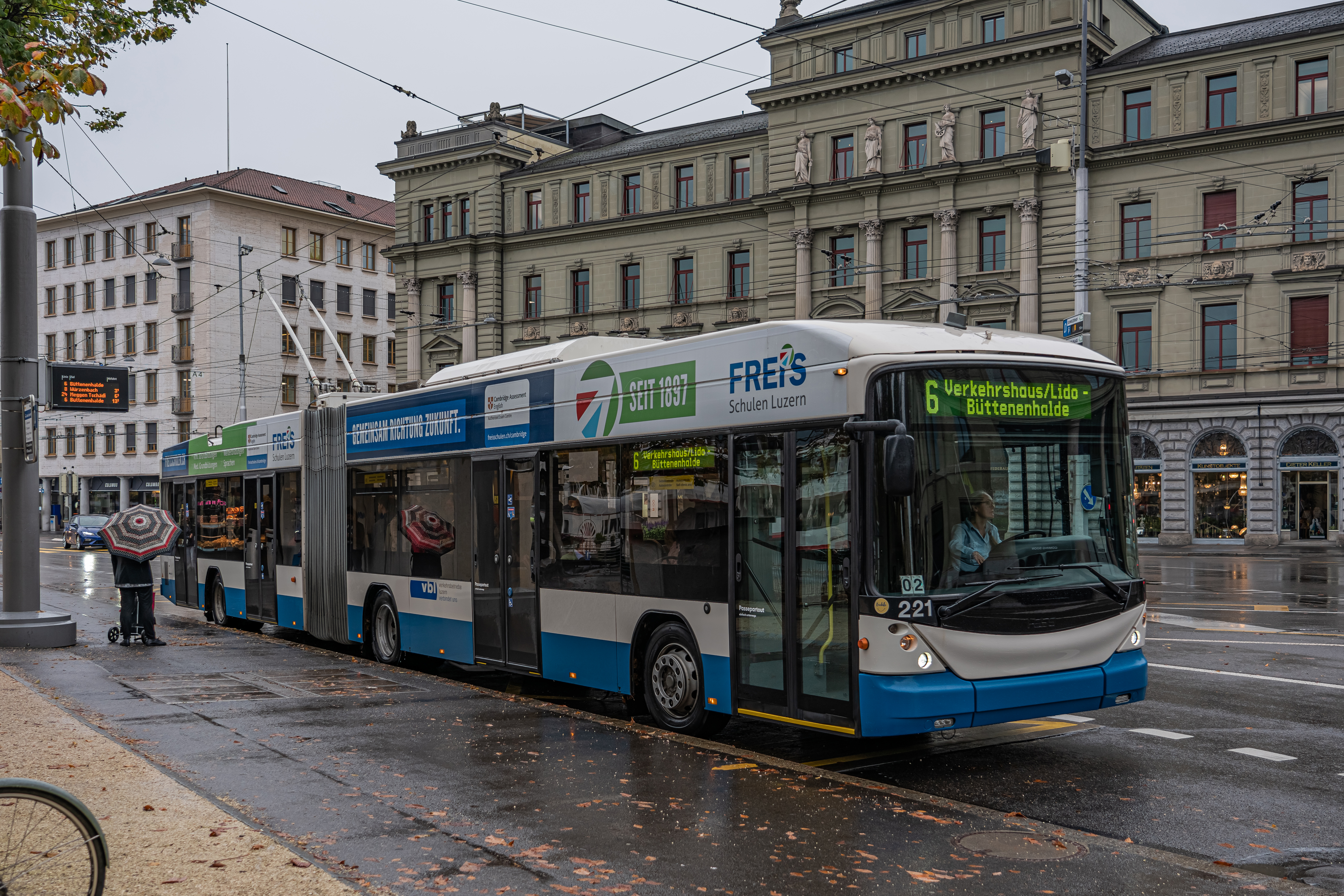
Trolleybus Hess Swisstrolley 3 du réseau de Lucerne.

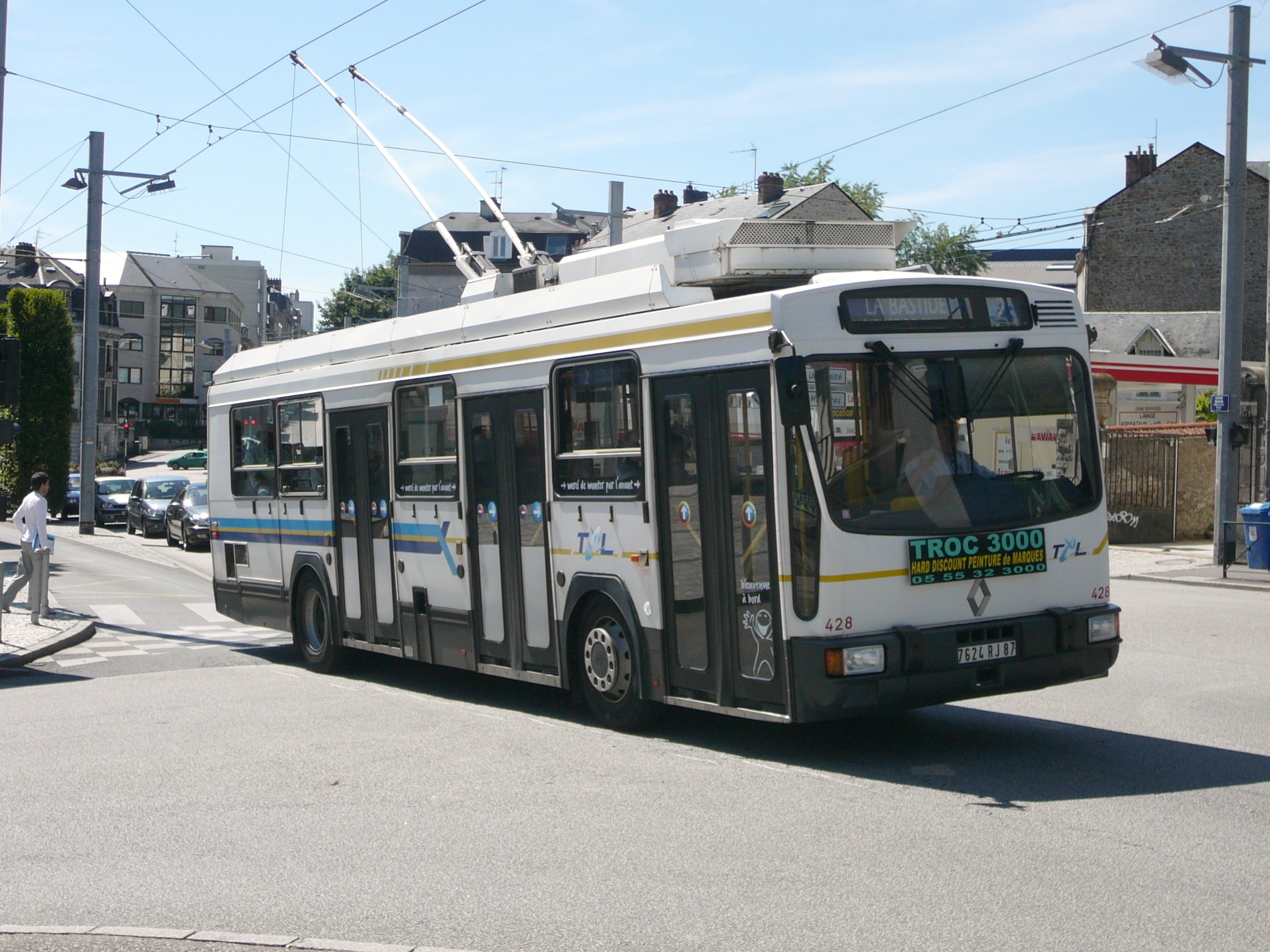
Ancien trolleybus Renault ER100H.2 de Limoges.

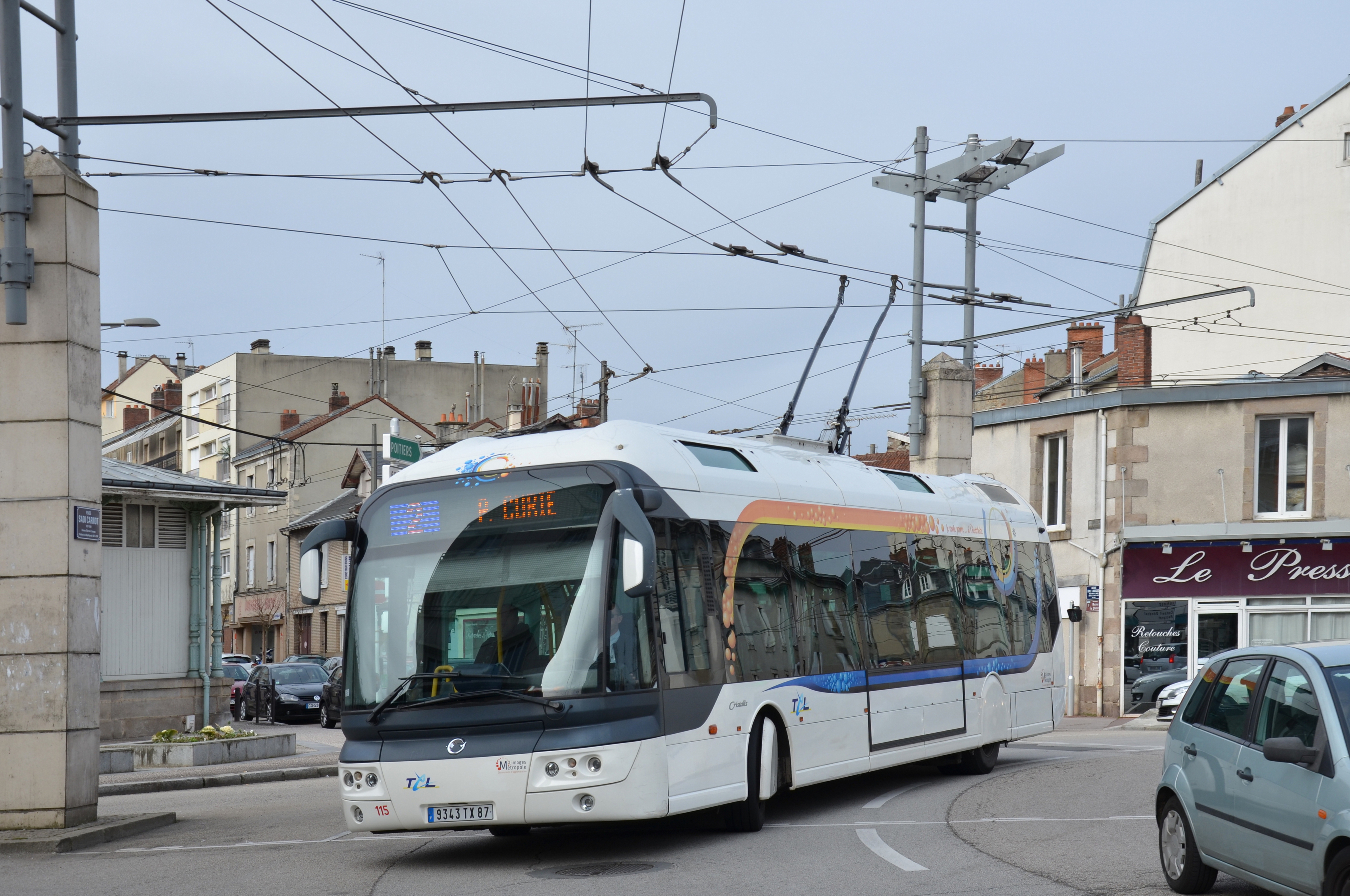
Irisbus Cristalis ETB 12 sur la Place Carnot à Limoges.

Cette solution, qui a l'inconvénient de présenter des câbles disgracieux et d'empêcher le véhicule de changer d'itinéraire en cas de blocage de la circulation, tend à disparaître avec le développement de batteries électriques plus performantes, qui permet d'équiper les autobus et d'éviter ces deux écueils.

## Technique et histoire
Le trolleybus étant équipé de pneumatiques, le retour du courant ne peut se faire par les roues et se fait donc par une seconde caténaire parallèle à la première. Ainsi, on nomme parfois bifilaire la paire de lignes aériennes de contact des trolleybus.

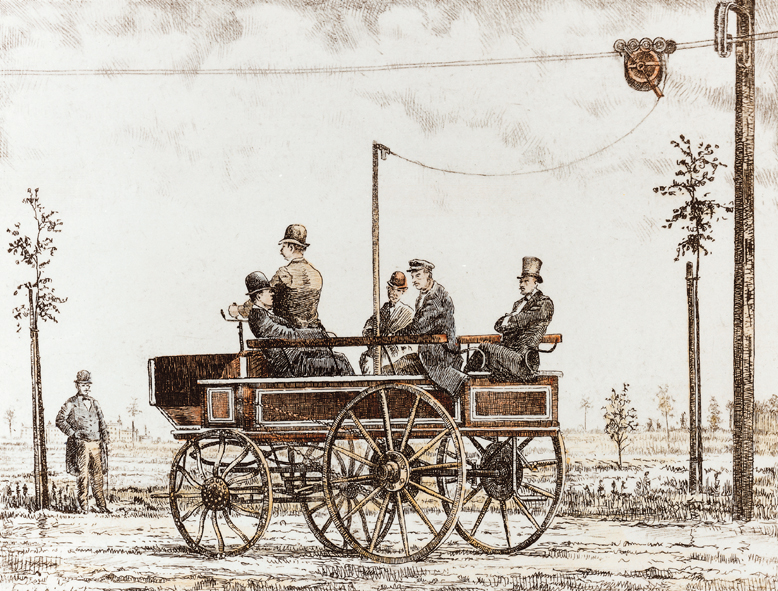
Premier trolleybus de Siemens en 1882 à Berlin (Allemagne).

Le premier trolleybus était alimenté par un chariot courant sur deux fils aériens et relié au véhicule par un câble flexible. Cette méthode fut nommée troller (du mot anglais trawl, signifiant chalut et du vieux français troller = traîner), ce qui donna le mot trolley. Cette méthode se révéla peu satisfaisante, le chariot ayant trop souvent tendance à dérailler. Par la suite, ce système fut remplacé par des perches rigides. Dans un premier temps, ces perches étaient équipées à leur extrémité distale d'une roulette à gorge dans laquelle s'encastrait le fil d'alimentation. Au fil des évolutions, cette roulette fut d'abord remplacée par des frotteurs en bronze, puis en carbone actuellement. Le captage de courant par ces perches donne au trolleybus une liberté latérale d'environ quatre mètres, qui lui permet de s'insérer sans difficulté dans la circulation urbaine.
Des tracteurs industriels circulent dès 1900-1905 ; des camions peuvent être équipés de perches trolley.

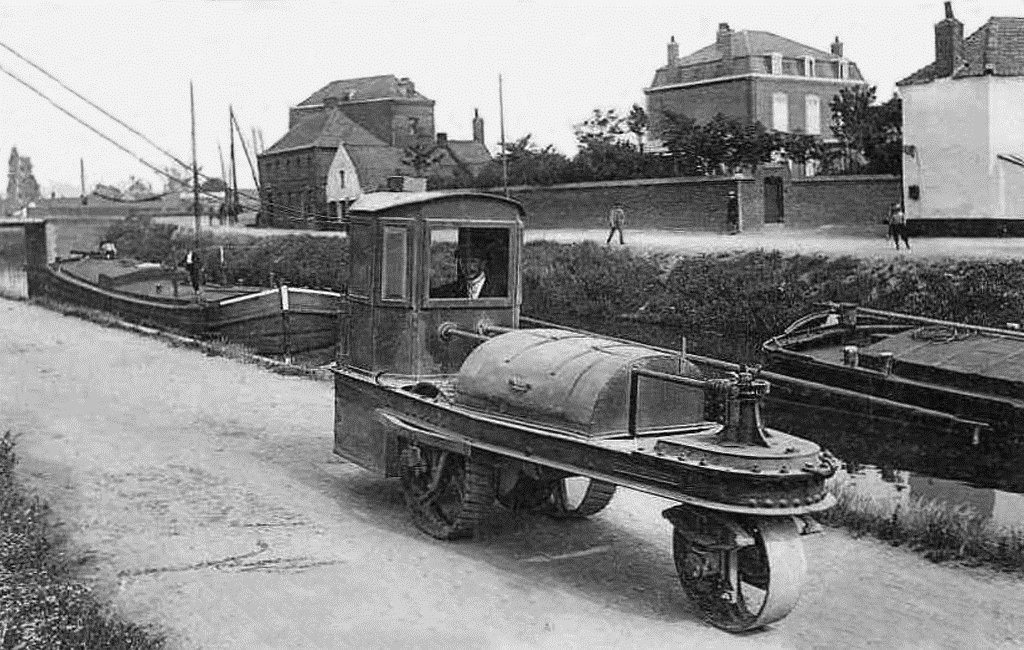
Tracteur industriel trolley le long du canal de Béthune.

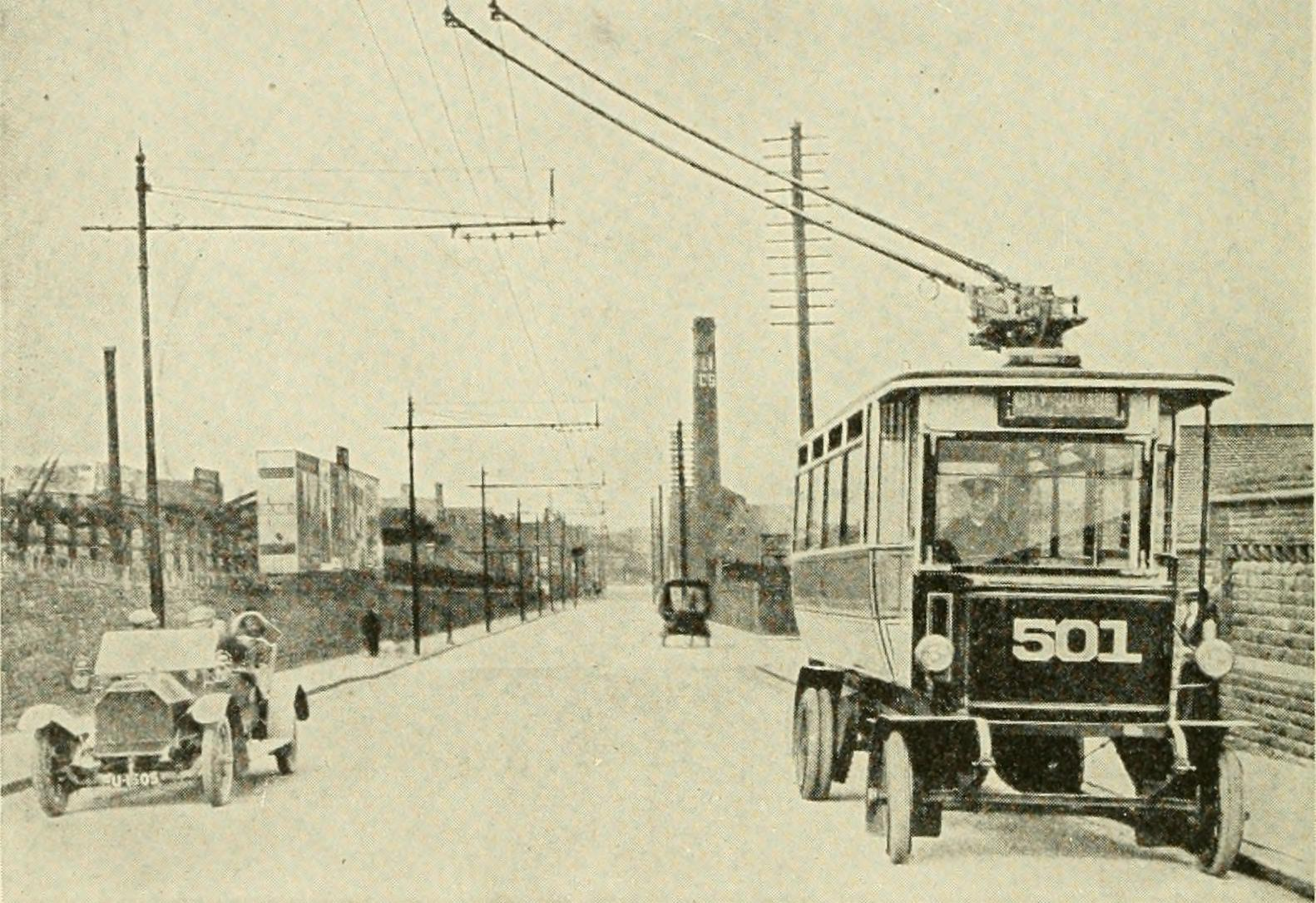
Trolley 1916 en zone industrielle anglaise. Véhicule à suspension, entraînement par chaîne de l'essieu, puissance 20 ch.

Des trolleybus à deux essieux moteurs circulent dès 1920.
Historiquement, l'électricité était produite par l'exploitant même des transports en commun, avant l'installation de grands réseaux (en Europe avant la Seconde Guerre mondiale). La tension continue de 600 à 700 V nécessaire aux trolleybus est équivalente à celle des tramways, ces deux systèmes ont pu cohabiter. Les trolleybus concernés peuvent être à étage (comme ceux de Huddersfield en Angleterre de 1900 à 1960.

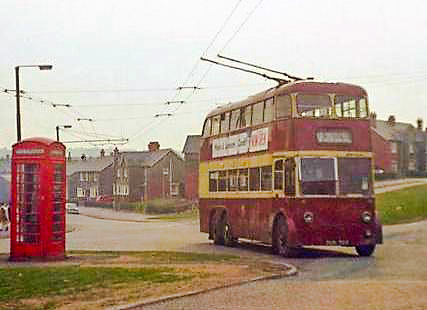
Trolley à étage en 1969 à Ely (Cardiff, pays de Galles).

La puissance dissipée (environ 100 ch) est celle donnée par la vitesse (limitée) en zone urbaine. La tension en ligne que doit recevoir un trolleybus en Europe ne dépend pas du constructeur de véhicule. Beaucoup de trolleybus sont équipés d’un moteur thermique auxiliaire, afin de pouvoir se déplacer à vitesse réduite dans des espaces dépourvus de lignes aériennes de contact, par exemple lors de déviations pour travaux ou lors de manœuvres de garage ou encore à lignes enlevées.
Certains modèles sont appelés bi-mode (ancien réseau de Nancy, par exemple), car munis de deux chaînes de traction indépendantes : moteur diesel avec boîte de vitesses, et équipement électrique de trolleybus. Ils peuvent ainsi parcourir des antennes terminales non pourvues de lignes de contact.
On qualifie de « trolley-hybride » les véhicules équipés de batteries qui permettent au trolley de fonctionner épisodiquement sans contact filaire, comme le TOSA.
L'adhérence conférée par les pneumatiques donne au trolleybus un potentiel d'accélération/décélération plus efficace que celui du tramway, ce qui lui permet de gravir de plus fortes pentes. À l'inverse, l'énergie consommée est proportionnellement plus importante pour le déplacement. Les infrastructures nécessaires pour une ligne de trolleybus sont parfois considérées comme plus légères que pour une ligne de tramway, car seules une bifilaire et une route sont nécessaires pour leur exploitation. Cependant, dans le cas d'une ligne à haut niveau de service avec site propre, les infrastructures peuvent être plus importantes (emprise au sol du site propre plus large, abribus de grand gabarit, etc.). Par ailleurs, si la plate-forme sur laquelle circule le trolleybus n'est pas renforcée, elle sera régulièrement à reprendre en raison du phénomène d'orniérage. Les avantages de tel ou tel mode s'appréhendent ainsi dans une perspective globale prenant en compte notamment la fréquentation potentielle d'un axe de transport, le trolleybus ne pouvant, de toute façon, dépasser une certaine longueur (24 mètres en France), une certaine largeur et une certaine fréquence (sous peine de voir se former des trains de trolleybus).

## Définition juridique

### Immatriculation
La classification des trolleybus comme tram se fait remarquer aussi extérieurement. Ainsi, dans 28 des 47 pays où ils circulent, une immatriculation n'est pas obligatoire. À la place, le numéro de parc doit, lui, être clairement visible à l'extérieur du véhicule. Cela est déjà le cas chez la majorité des exploitants, indépendamment de la réglementation juridique concernant les plaques d'immatriculation.
| Sans immatriculation en Europe             | BG  | BY0 | CH01 | CZ0 | EST | GR0 | H0 | LV  | MD0 | P02 | RO03 | RUS2 | SK0 | SRB | UA0 |
| Sans immatriculation ailleurs qu'en Europe | ARM | GE  | IR   | JPN | KP  | KS  | KZ | MEX | MGL | RA  | TJ0  | TM   | UZ  |     |     |

1 : à l'exception des bi-mode contrairement aux trolleybus avec moteurs auxiliaires qui sont sans immatriculation.
2 : à l'exception des véhicules avec moteur auxiliaire.
3 : parfois une immatriculation communale qui correspond à un numéro d'inventaire de la ville
| Avec immatriculation en Europe             | A0 | BIH | D0 | E0 | F  | I5  | LT6 | N0 | NL0 | PL0 | S0 |
| Avec immatriculation ailleurs qu'en Europe | BR | CDN | EC | NZ | RC | RCH | USA | YV |     |     |    |

5 : Jusque dans les années 1950, pas d'immatriculation nécessaire, ensuite aucune immatriculation. À partir de 1984, immatriculation de la province. Exception pour Cagliari où il n'y a pas d'immatriculation.
6 : Immatriculation depuis 2006.

Trolleybus
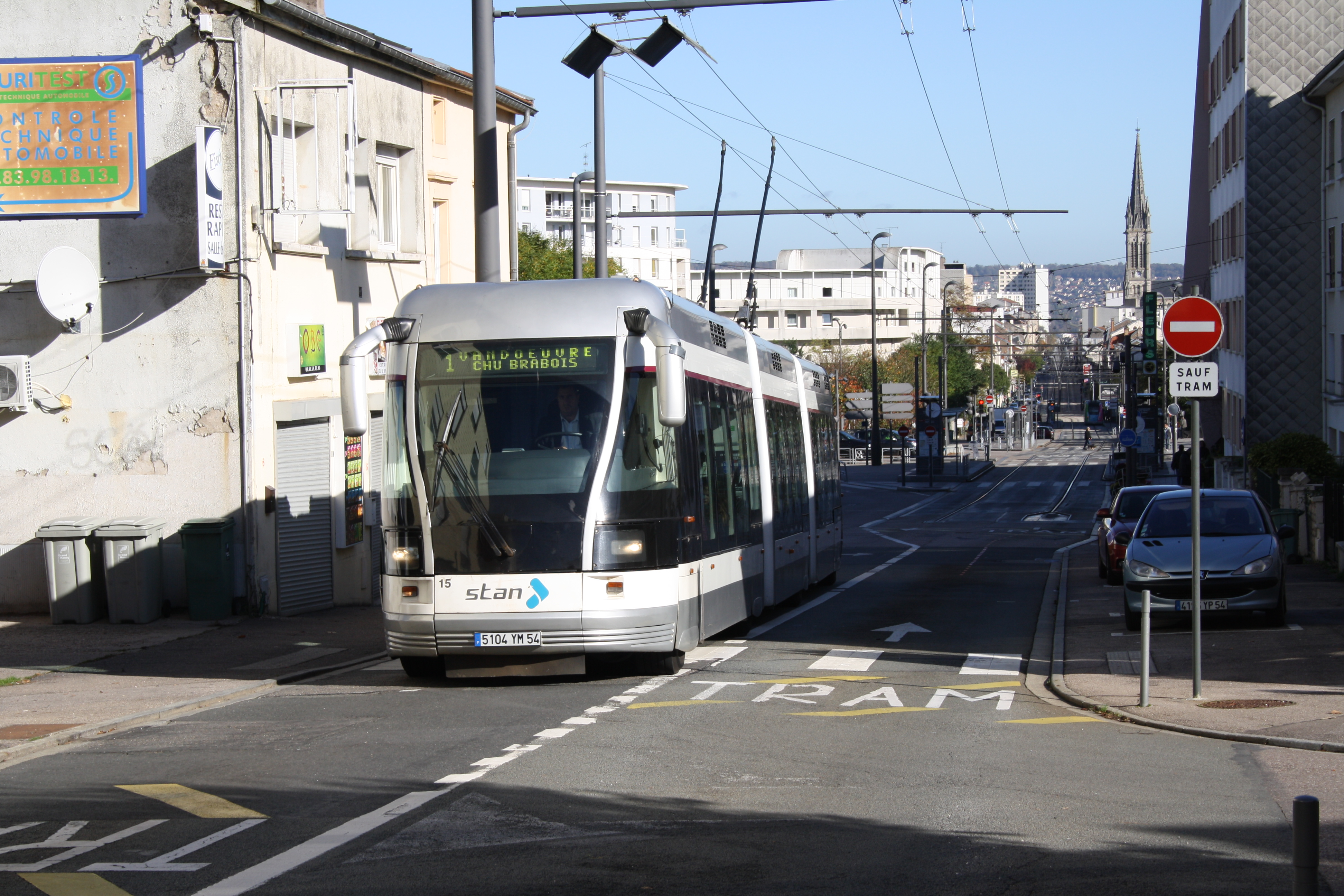
En France, en raison de sa capacité à circuler hors rails et lignes aériennes et malgré sa commercialisation en tant que tramway sur pneu, le TVR doit être immatriculé.
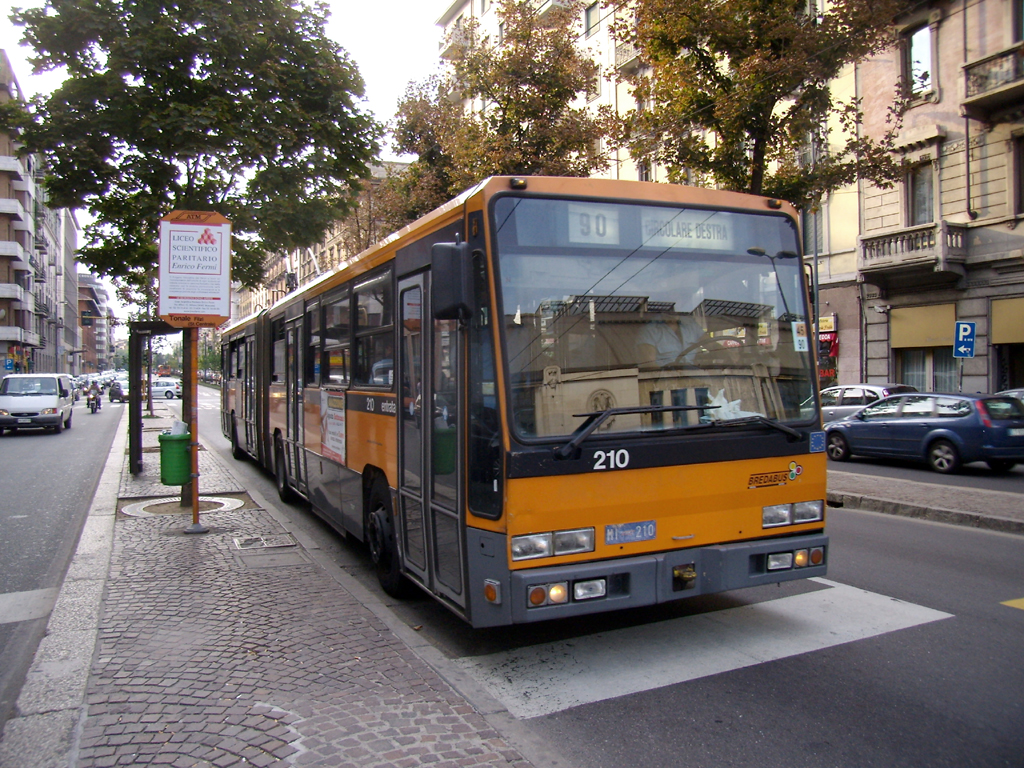
En Italie, un trolleybus milanais avec immatriculation.
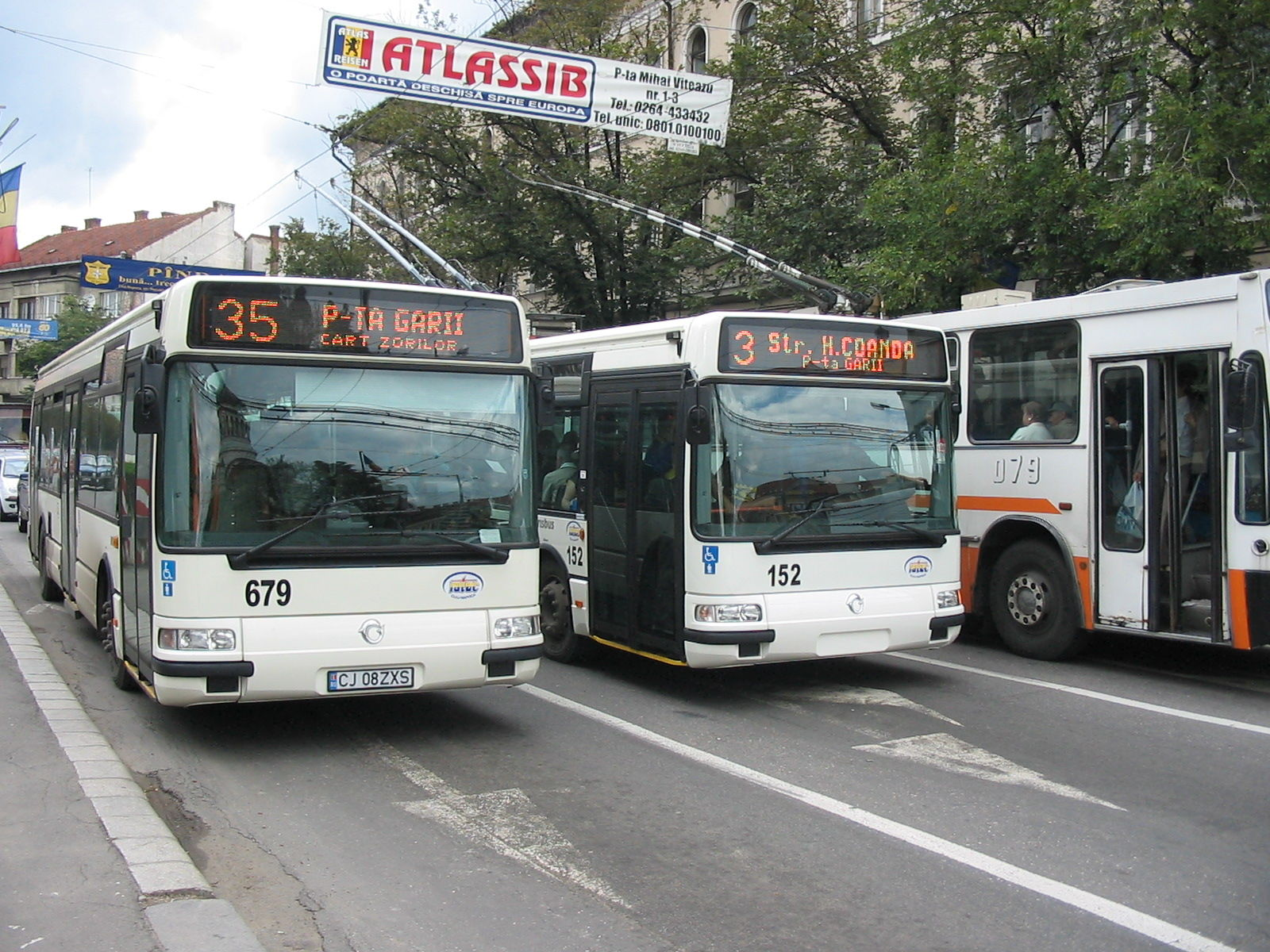
En Roumanie, l'immatriculation n'est pas obligatoire.
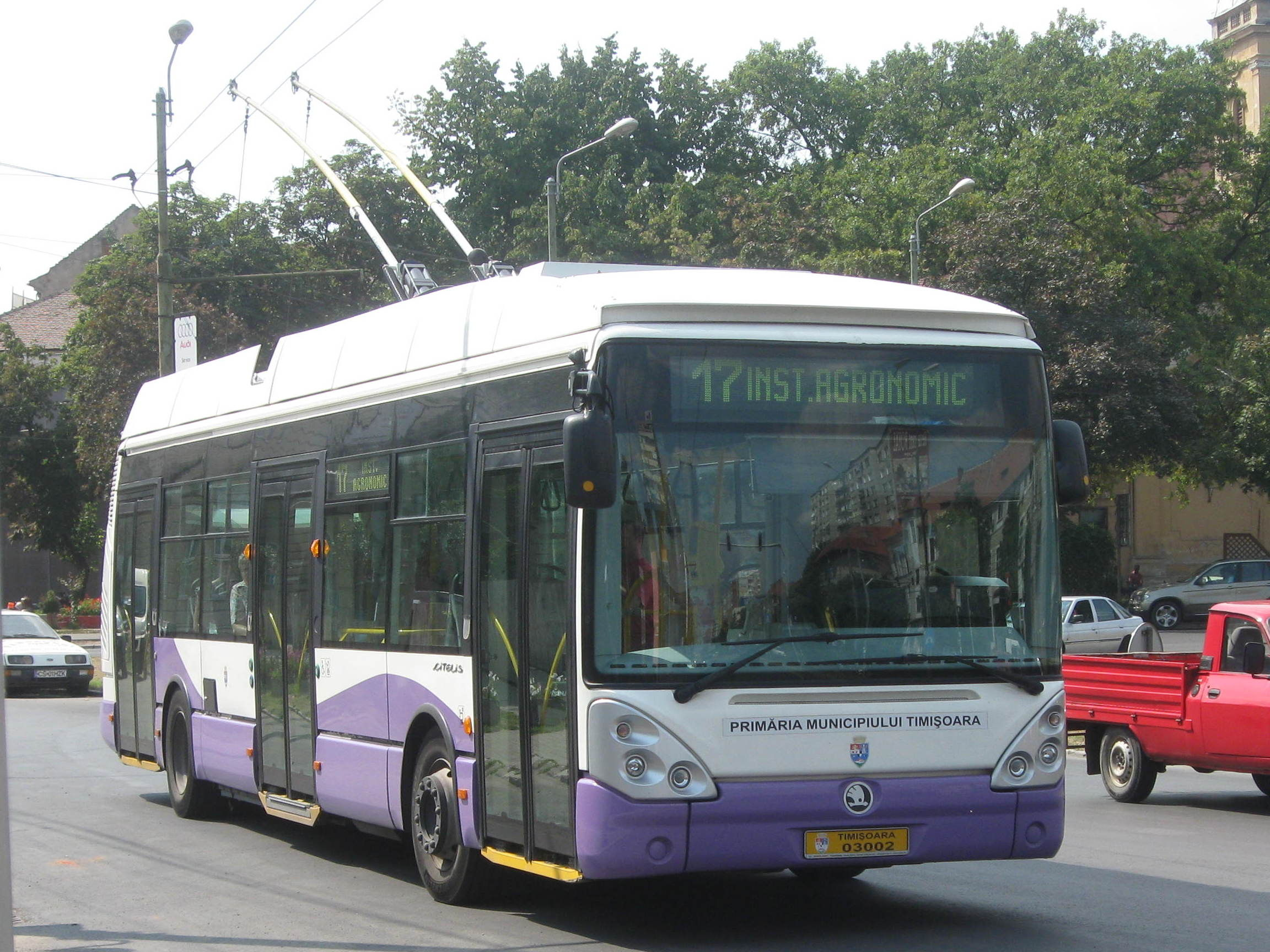
Des numéros d'inventaire sont toutefois imposés. Ici, un rolleybus de Škoda
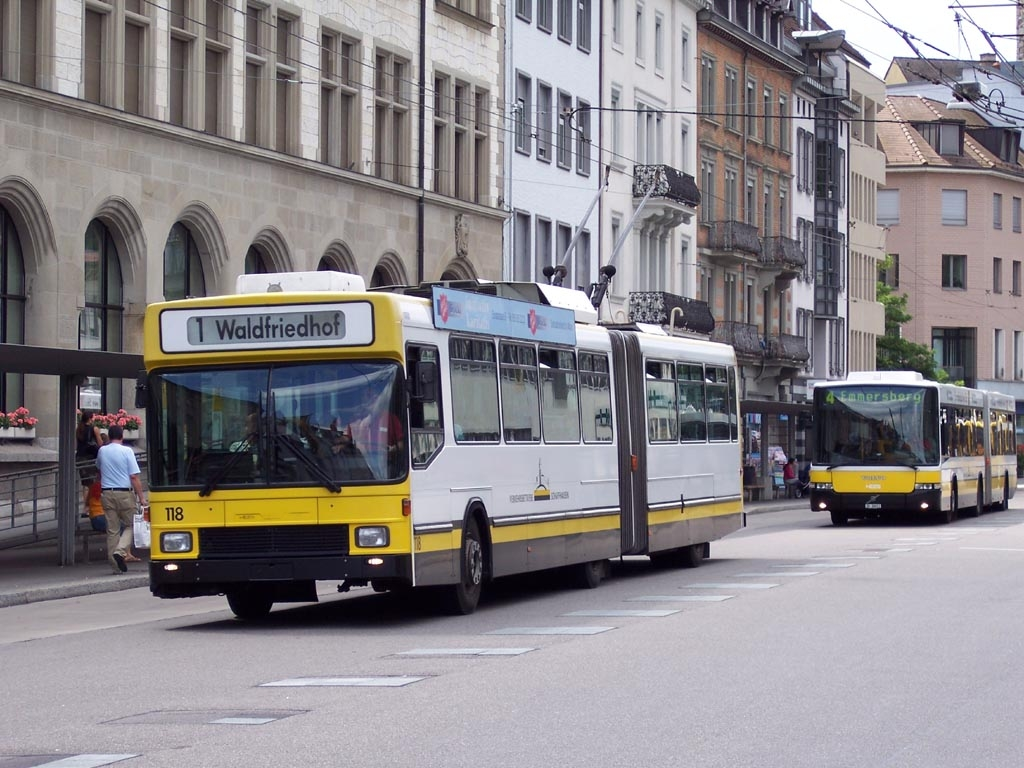
En Suisse, un trolleybus sans immatriculation, devant un autobus immatriculé.

## Aspects économiques
Le coût d’investissement du trolleybus est plus élevé que celui de l’autobus, en particulier parce qu’il faut construire une ligne aérienne de contact bifilaire. Mais son coût d'exploitation est parmi les plus économiques (grande longévité du matériel, coût moindre de l'énergie utilisée).
Le coût d'acquisition d'un trolleybus serait environ deux fois supérieur à celui d'un bus Diesel, tandis que sa durée de vie serait aussi deux fois supérieure.
Le coût de construction au kilomètre pour une ligne de trolleybus est nettement inférieur à celui d'une ligne de tram: de l'ordre de 2 à 6 millions d'euros au km, tandis que celui d'une ligne de tram serait compris entre 15 M€ et 30 M€.
Son coût d’exploitation varie en fonction du coût de l’électricité, mais il est au moins inférieur de moitié à celui d'un bus Diesel, ainsi qu'inférieur,, à celui du tramway.

## Avantages et inconvénients

### Avantages
Mû par un moteur électrique, le trolleybus est silencieux, non polluant, en particulier en comparaison des bus diesel. La durée de vie moyenne d’un trolleybus est de l’ordre de 25 ans, soit le double de celle d’un autobus.
La propulsion électrique le rend particulièrement apte par rapport à un autobus à gravir de très fortes pentes. D'où son emploi dans des villes pentues comme Marseille, Lyon ou Lausanne. Lorsqu'il redescend d'une pente, le trolleybus freine alors en mode récupération, ce qui économise ses freins mécaniques et génère de l'électricité qui est renvoyée sur la ligne et va alimenter d'autres trolleybus en circulation ou bien alimente ses batteries
Contrairement au tramway, le trolleybus ne nécessite pas de voie propre. Donc, la mise en place d'une ligne de trolleybus a un coût moindre que celle d'une ligne de tramway.
Dans le cas d'un trolleybus pouvant emprunter la route, la circulation automobile n'est pas perturbée, la chaussée n'étant pas réduite pour installer un chemin de fer. Toutefois, dans ce cas, le trolleybus ne disposant pas d'un site propre est contraint par les conditions de circulation de la route considérée et perd l'avantage d'être plus rapide, et donc plus attractif que le transport individuel.
Contrairement au tramway, le trolleybus peut contourner un obstacle mineur.
La durée de vie des équipements électriques, dont le moteur, est généralement beaucoup plus longue que celle de la caisse.

### Inconvénients

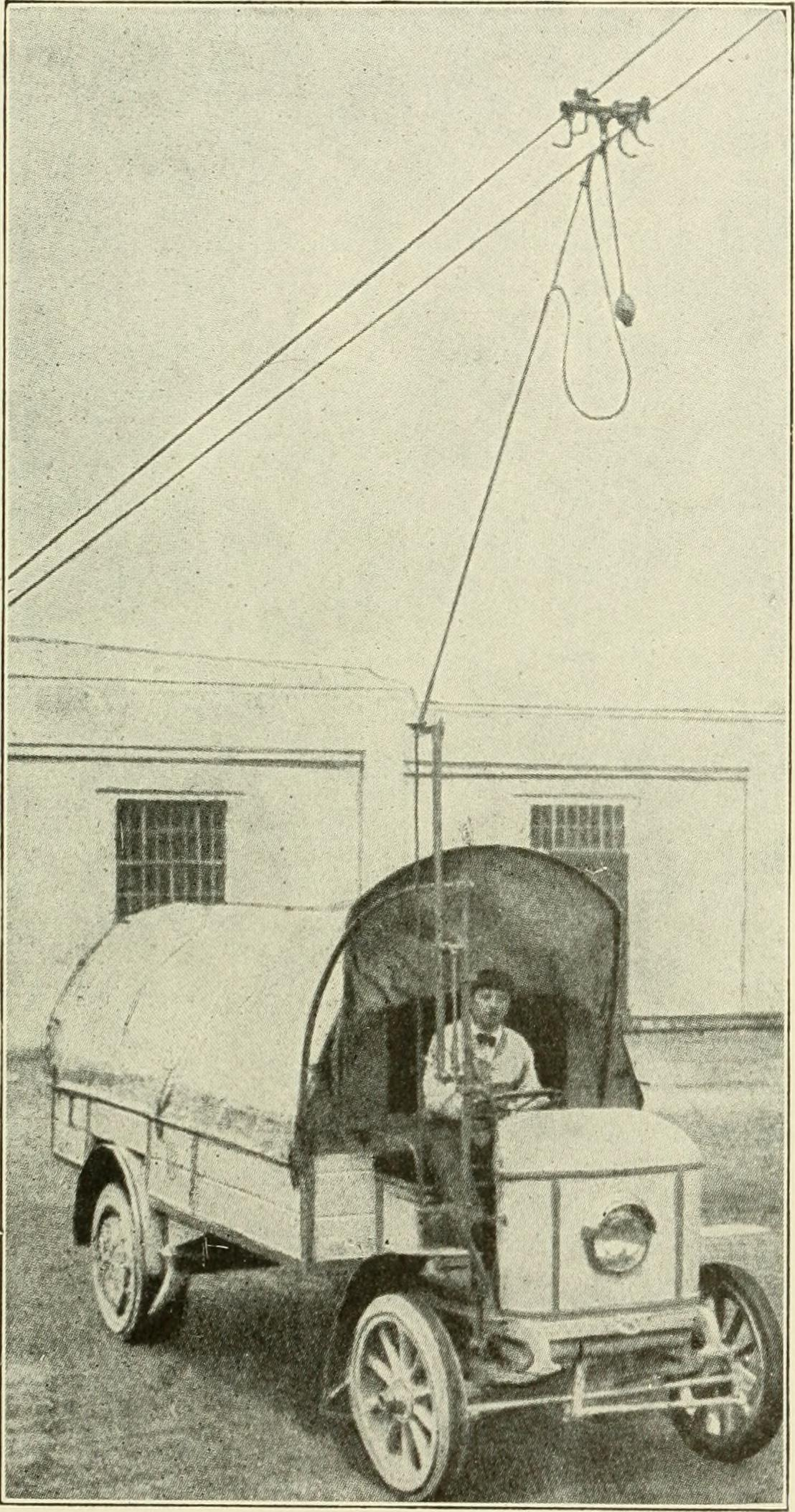
En 1916 à Vienne (Autriche).

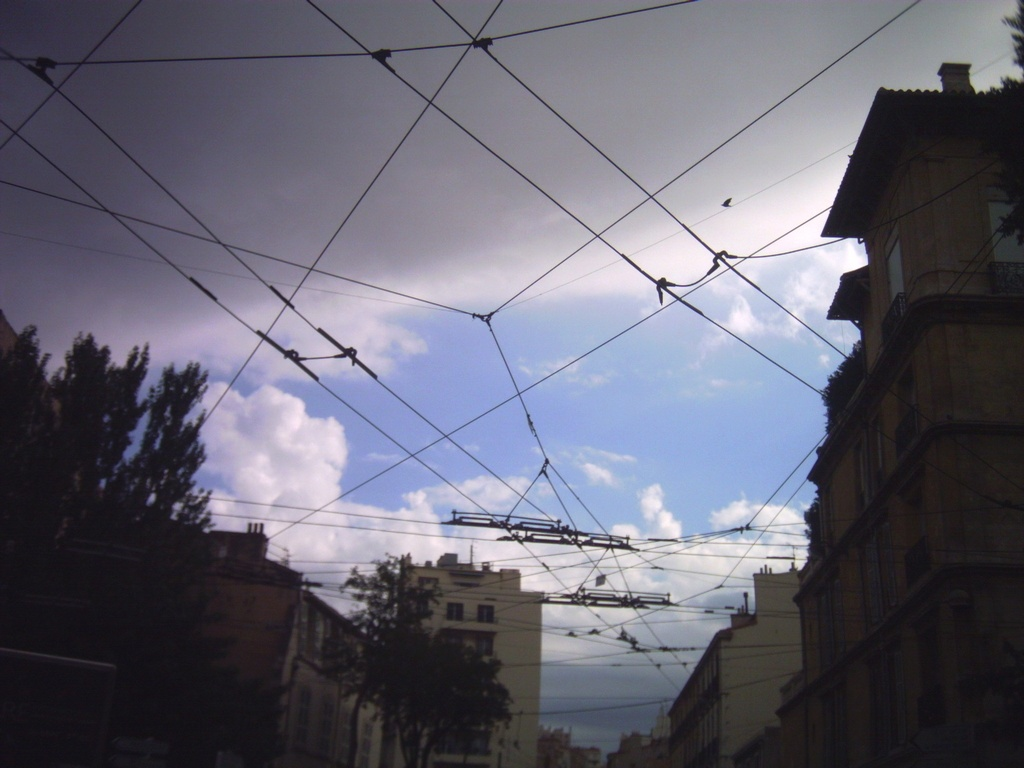
Croisement de lignes aériennes d'alimentation électrique de trolleybus à Marseille.

L'apparition de lignes électriques, sur des voies en tunnel par ailleurs en desserte automobile, peut provoquer des accidents, mais en pratique, on en relève très peu. Le prix d'achat d'un trolleybus est nettement plus élevé que celui d'un autobus de même capacité.
La circulation de trolleybus requiert la présence d'un réseau de caténaires bifilaires (qui est plus complexe que celles monofilaires utilisées pour les tramways). Pour la création d'un nouveau réseau ex nihilo, cela représente un investissement très important. Les terminus des lignes de trolley doivent être souvent de type en boucle. Les dépôts de trolley doivent aussi être équipés d'un complexe réseau de caténaires. La caténaire de type bifilaire utilisée par les trolleys est bien plus visible que celle monofilaire utilisée par les tramways. Par son aspect « toile d'araignée », cela peut-être un obstacle majeur pour son implantation dans des secteurs à l'architecture classée et sauvegardée.
Il est également reproché aux trolleybus non équipés d’un moteur thermique auxiliaire de ne pas pouvoir se détourner de leur itinéraire habituel en cas d’accident ou de travaux. Le trolleybus, à l'instar du tramway, reste dépendant de son réseau d'alimentation à la différence des autres véhicules de type bus thermique ou électrique à batterie. Des dispositifs comme des batteries de faible autonomie,, des condensateurs, des batteries rechargées par induction électromagnétique ou des volants d'inertie de gyrobus permettent ou permettraient de pallier cet inconvénient pour les modèles de trolleybus les plus récents ou à venir.
Par rapport au tramway, les autobus, surtout les modèles les plus petits, qu'ils soient thermiques ou trolleys, peuvent embarquer moins de personnes à cause de la présence du moteur thermique et de la transmission. Cependant, les megatrolleybus peuvent en transporter presque autant.
Par une simple traction sur le câble de rappel de perche, on pouvait (en étant téméraire, l'électrocution étant toujours possible) empêcher le fonctionnement du trolleybus pour permettre, par exemple, à un retardataire de monter dans le trolley. Cette pratique est datée et s'apparente plus à l'histoire des trolleybus. En effet, aujourd'hui, la totalité des trolleybus de France ne sont plus munis de la ficelle de rappel, qui a été remplacée par des vérins, commandés depuis la cabine de conduite (le câble de rappel, en revanche, est toujours présent sur les lignes de certains pays, comme la Suisse)[réf. nécessaire].

## Matériel roulant
Les premiers trolleybus sont apparus au début du XXe siècle sous le nom d'électrobus. Après ces expériences de courte durée, une nouvelle génération de trolleybus est apparue entre les deux guerres mondiales.

### Amérique

#### États-Unis
- Marmon-Herrington TC

### Russie
En 1979, l'Entreprise unitaire municipale de transport par trolleybus de Novocheboksarsk est créée.

### Europe

#### Autriche
À Salzbourg, après 2012, circulent 36 Trollino de 18 m du constructeur polonais Solaris.

#### Royaume-Uni
- British Leyland

#### Pologne
En 2002, le constructeur polonais Solaris propose le Trollino, reposant sur les bases de l’autobus Urbino dont il partage le châssis et la carrosserie.

#### Tchéquie
À Pardubice (République tchèque), 2002 le constructeur polonais Solaris propose le Trollino et en 2006 SKODA fournit des 28Tr.

#### Italie
En 2017, 49 Crealis IVECOBUS sont livrés à Bologne en Italie.
Après 2012, le constructeur polonais Solaris propose le Trollino (30 Trollino de 12 m et 44 Trollino de 18 m).

#### Hongrie
Avant 2015, le constructeur polonais Solaris propose le Trollino.
Constructeur Ikarus

#### Bulgarie
Avant 2015 le constructeur polonais Solaris propose le Trollino.

#### Estonie
Avant 2015 le constructeur polonais Solaris propose le Trollino.

#### Lituanie
Avant 2015 le constructeur polonais Solaris propose le Trollino.

#### Suisse
En Suisse, la plupart des réseaux de trolleybus sont équipés de Hess Swisstrolley du constructeur soleurois Hess dont l'usine se situe à Bellach.
Plusieurs modèles sont utilisés :
- le Swisstrolley 1, sur le réseau de Genève TPG ;
- le Swisstrolley 2, sur les réseaux de Bienne TPB, de Berne Bernmobil et de la Chaux de fonds, jusqu'à son retrait de la traction électrique en 2014. Le réseau de Neuchâtel TransN les a récupérés ;
- le Swisstrolley 3, modèle le plus répandu, est utilisé sur les réseaux de : Lausanne TL, Fribourg TPF, Genève TPG, Saint-Gall VBSG, Zurich VBZ, Lucerne VBL, Winterthour SBW, Neuchâtel TransN, Bienne TPB et Schaffhouse VBSH ;
- le Swisstrolley 4, version améliorée du Swisstrolley 3, circule dans les villes de : Lausanne TL, Zürich VBZ, Genève TPG (via le système TOSA) et Lucerne VBL ;
- le Swisstrolley 5 ou « Swisstrolley Plus », modèle le plus récent, disposant de batteries améliorées. En phases de test sur le réseau de Zurich VBZ. Les villes de Berne et Bienne ont commandé ce modèle pour 2018.

Le Hess lighTram est la version bi-articulée du Swisstrolley.
- le premier Lightram est un Swisstrolley 1 modifié. Il circule sur le réseau de Genève TPG ;
- le Lightram 3, première version bi-articulée commercialisée circule sur les réseaux de Zürich VBZ, Lucerne VBL et Genève TPG ;
- le Lightram 4, version améliorée du Lightram 3 circule dans les villes de : Zurich VBZ et Lucerne VBL ;
- le Lightram 5 « Plus » sera bientôt commercialisé. Ils seront notamment utilisés sur les réseaux de Bienne TPB et Berne Bernmobil.
- Le réseau TL de Lausanne prévoit de faire circuler des Lightrams sur ses futures lignes de BHNS.

Avant 2015 le constructeur polonais Solaris propose le Trollino, si les voitures de La Chaux de Fonds ont été revendues, le réseau de Winterthur s'en est doté.

#### Belgique
Van Hool New A330 T

#### France

##### Vétra (1925-1963)

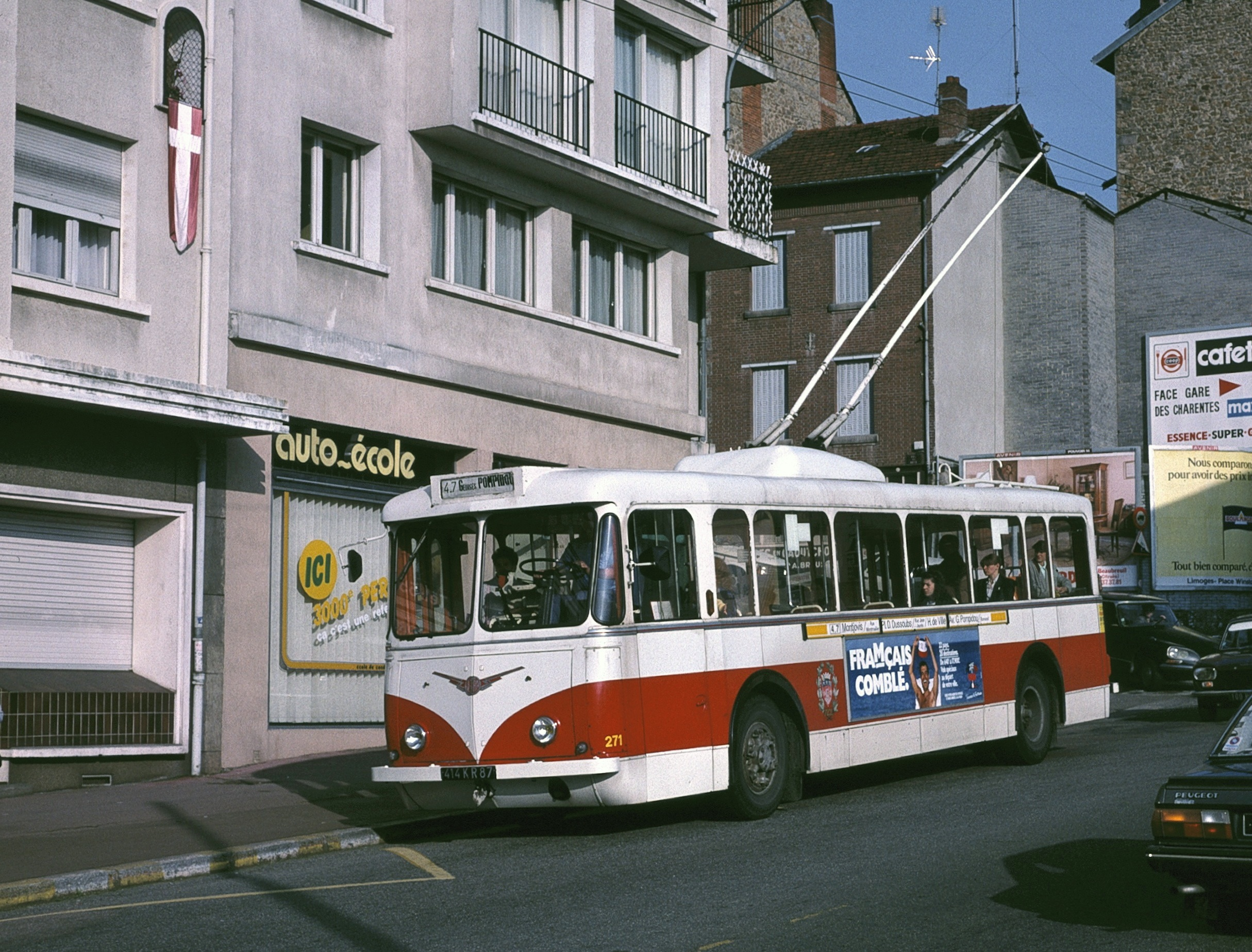
Trolleybus Vetra VBRh no 271 de Limoges en 1988.

La société Vétra, créée en 1925, fut le constructeur emblématique de l'immense majorité des trolleybus français jusqu'à 1964 et exporta même une partie de sa production dans de nombreux pays y compris jusqu'au Chili. Le trolleybus a connu un succès certain pendant l’Occupation, puis dans les premières années de l’après-guerre du fait de la pénurie de pétrole, et des avantages indéniables du trolleybus sur les autobus d'alors : silencieux, puissant, économique, confortable, non polluant, durable.
Dans les années 1970, notamment à cause de la fermeture des usines Vétra, il avait presque totalement disparu de France. Selon des avis autorisés, ce sont les 115 unités restantes des très grands VA3B2 Vetra du réseau de Lyon, livrés de 1955 à 1961 qui sauvèrent le trolleybus en France, aucun bus de cette capacité n'étant alors disponible sur le marché français pour les remplacer. Par ailleurs, le réseau de Limoges continuait de rénover régulièrement son matériel, increvable, selon les termes d'un de ses responsables, des Vetra CB 60 livrés en 1943, et des VBRh récupérés en 1966.
La RATP a utilisé ce véhicule, et a installé durant la Seconde Guerre mondiale un coffre spécial, à l'arrière, pour l'installation d'un groupe électrogène de faible puissance, permettant les évolutions dans les dépôts, dépourvus de lignes aériennes. Puis dans les années 1950/1960, les trolleybus VETRA de la RATP ont été équipés de ce groupe, placé à l'avant du véhicule, sous le siège du conducteur. Ce groupe électrogène était entraîné par un moteur thermique à essence Peugeot (en l'occurrence celui de la Peugeot 202). Cet équipement a été démonté lors de la cession des trolleybus Vetra VBF au réseau de la Société grenobloise de tramways électriques, lors de la suppression du réseau de trolleybus sur le réseau RATP. Ce système était l'ancêtre du groupe d'autonomie monté sur les Berliet ER 100 (moteur Diesel Deutz à refroidissement par air, et génératrice à courant continu). La RATP a supprimé les lignes de trolleybus en 1966.

##### ER 100 - PER 180 (1978-1984)

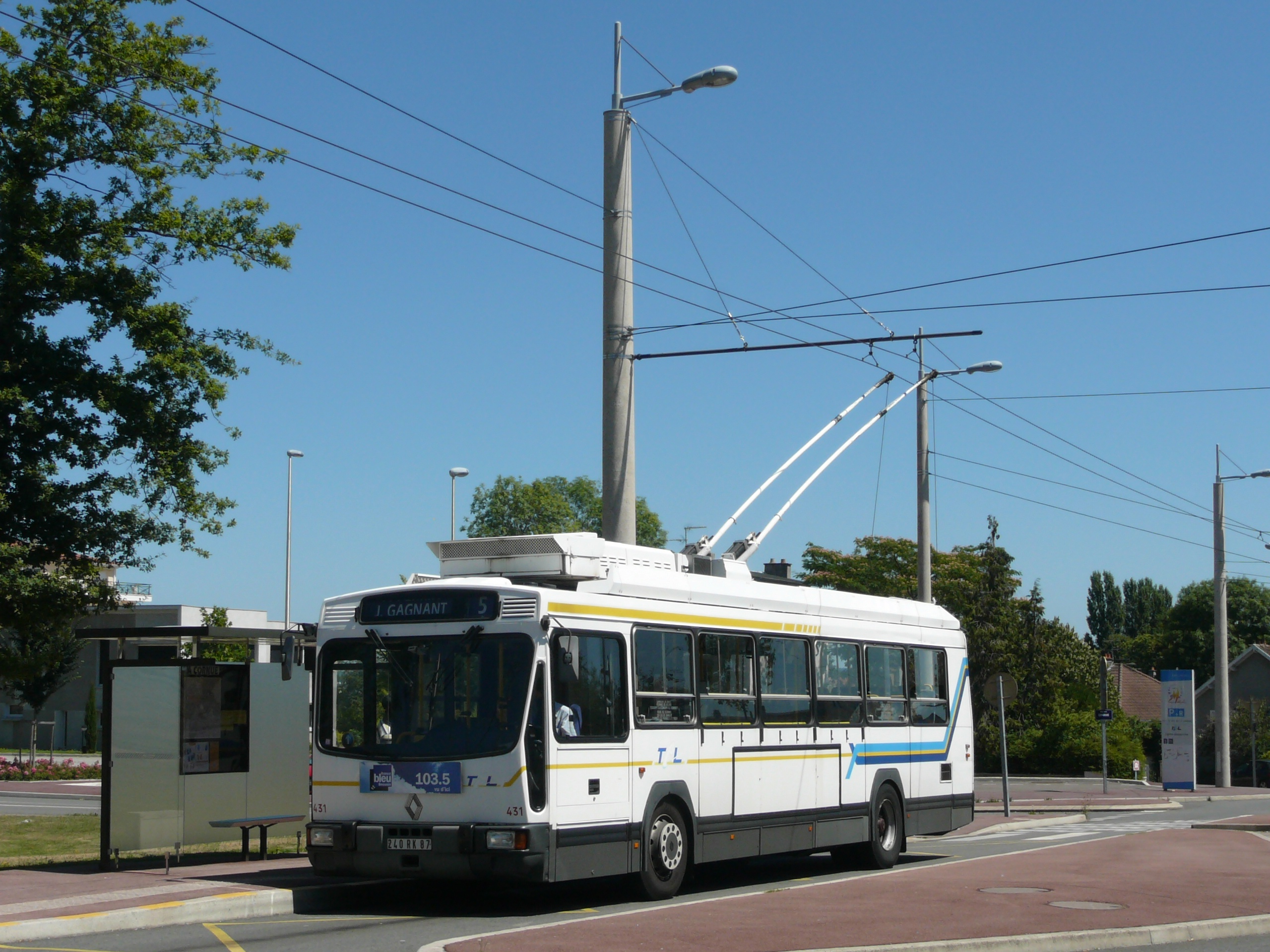
Trolleybus ER 100.2H de Limoges.

Au début des années 70, seuls demeuraient alors les cinq réseaux suivants : Lyon, Limoges, Saint-Étienne, Grenoble et le réseau de Marseille (supprimé en juin 2004).
Les VA3B2 de Lyon donnant toute satisfaction mais vieillissant peu à peu, le premier choc pétrolier de 1973 étant advenu dans l'intervalle, le réseau de Lyon, avec le soutien de ceux de Grenoble et Saint-Étienne convainquit Paul Berliet de mettre à l'étude un nouveau matériel pour les remplacer, l'ER 100 Berliet-CEM-Oerlikon, livré à partir de 1978 (certains sont encore en service en 2010 à Limoges). Le matériel le plus récent à l'époque (en France) était la petite série de 21 VBH-85 Vetra-Berliet de 1963 de la ligne 6 de Lyon, suivie de quelques exemplaires pour Dijon et de deux autres pour Fribourg (en Suisse).
Une nouvelle série d'ER 100, les ER 100 H, munis non plus de rhéostats, mais de hacheurs à thyristors qui les rendaient considérablement plus économes en énergie, et plus confortables pour les passagers a complété à partir de 1981 les premières livraisons. Un prototype articulé (ER 180 H) a été étudié, pour finalement laisser la place à des trolleybus articulés bi-mode (électrique et chaine Diesel classique) PER 180 H, livrés à partir de 1982 à Grenoble (6), Nancy (48), et Saint-Étienne (8). Ironie du sort, en raison des nombreux problèmes de fonctionnement de la traction électrique, ils ont terminé leur carrière à Grenoble en utilisation purement Diesel, les perches ayant été démontées.

##### Cristalis (2001-2011)

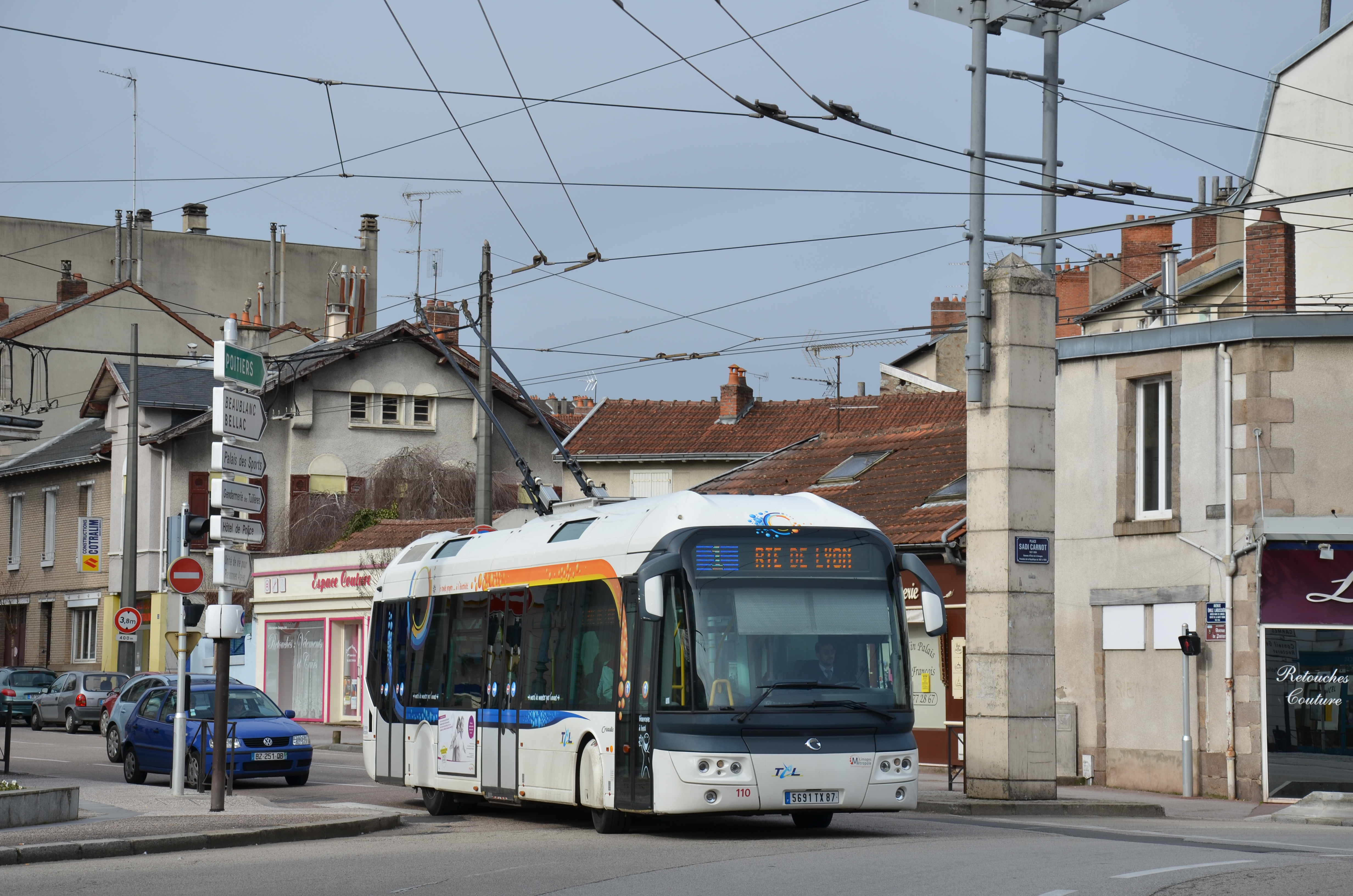
Trolleybus Cristalis de Limoges.

Après l'intégration de Renault Bus dans Irisbus, le Renault Cristalis a été rebadgé Irisbus Cristalis.
La fabrication des trolleybus Cristalis a été stoppée en février 2011.
Ce matériel est notamment utilisé à Lyon, Saint-Étienne et à Limoges.
Les TCL exploitent les lignes principales C1 à C3  avec des Cristalis ETB 18 (version longue), secondées par des Cristalis ETB 12 et des bus. À Lyon, certains exemplaires Irisbus Cristalis ont commencé à être retirés du service.
À Saint-Étienne, ces trolleybus Cristalis ont été réformés (retirés du service) le 5 juin 2021.

##### Iveco Bus-Heuliez Crealis
En 2021, CNH Industrial annonce qu'Heuliez a reçu commande de la RATP de 180 trolleybus de type Crealis à batteries pour le réseau de 2025[réf. non conforme].

## Réseaux

### Allemagne
La ville de Solingen fête les 60 ans d’existence de son réseau le 30 juin 2012. La ligne 683 a utilisé une plaque tournante pour trolleybus jusqu'au 15 novembre 2009. Le réseau comptait six lignes de trolleybus en exploitation en 2012, avec 35 trolleybus articulés Van Hool-Kiepe livrés de 2001 à 2003 et de 15 trolleybus Hess-Kiepe livrés de 2009 à 2010. Esslingen am Neckar et Eberswalde ont aussi leurs réseaux de trolleybus.

### Autriche
Depuis l'abandon du trolleybus à Innsbruck, seules deux villes autrichiennes conservent ce mode de transport.
Linz possède cinq lignes de trolleybus en service en 2012. 19 trolleybus articulés Volvo ont été livrés en 2000 et 2001. Salzbourg possède un important réseau avec 10 lignes de trolleybus en service en 2012 totalisant 100 km de lignes. L'exploitation par trolleybus couvre 75 % du trafic. Le réseau de Salzbourg possédait 93 trolleybus articulés et un trolleybus standard monocaisse en 2012.

### Belgique

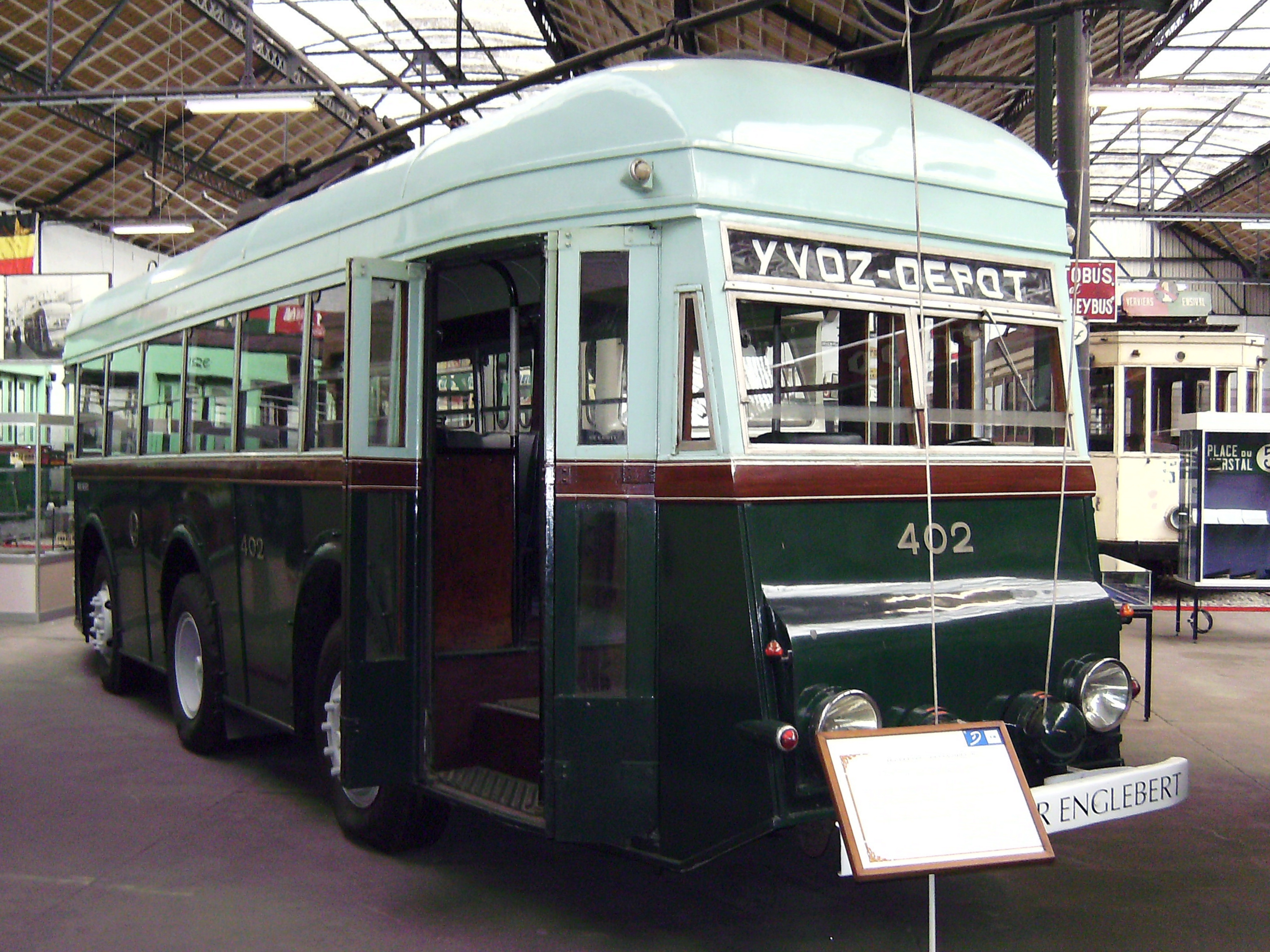
Trolleybus bidirectionnel de Seraing.

Depuis l'arrêt de la ligne de trolleybus de Gand en 2009, il n'existe plus de trolleybus en service en Belgique. Ce mode de transport apparu 80 ans auparavant (1929) à Anvers s'est peu développé dans ce pays, après son apparition à Liège l'année suivante, il faut attendre 1939 pour voir apparaitre la première et unique ligne de trolley bruxelloise, la 54.
En 1936 apparait à Seraing un trolleybus hors du commun, dû au fait qu'il n'existe pas de boucle de retournement en fin de ligne : bidirectionnel, il dispose d'un essieu directionnel à chaque extrémité, d'un essieu moteur central, d'un double jeu de perche (une paire par direction) et de deux volants, l'un au poste avant occupé par le chauffeur, l'autre au poste arrière inoccupé ; « le volant du poste arrière inoccupé pivotait solidairement avec celui actionné par le chauffeur et le voyageur non averti aurait pu avoir l'impression qu'un fantôme occupait le véhicule ».

### France

#### Grenoble
Les « trolleybus de Grenoble » ont succédé aux tramways à la fin des années 1940. Après un important développement, ils ont disparu le 24 juin 1999, les tramway ayant investi les rues depuis 1987.

#### Limoges

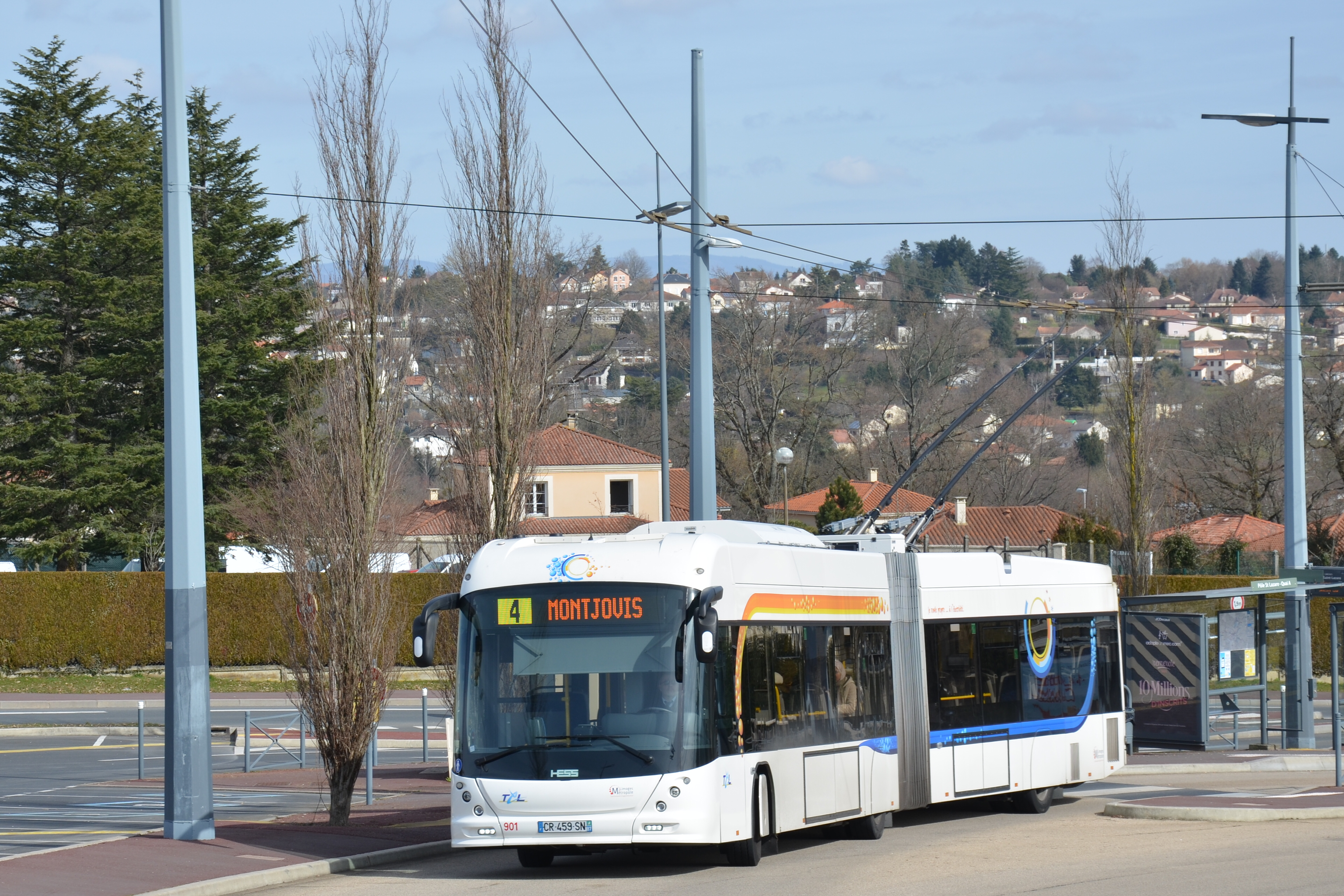
Hess Swisstrolley 4 de Limoges.

Le réseau de trolleybus a été créé à Limoges à partir de 1943 en supprimant progressivement les lignes de tramway existantes jusqu'en 1951. La ville a toujours depuis été fidèle à la traction électrique et les lignes ont été agrandies au cours du temps. Il existe actuellement 32,5 km de lignes électrifiées soit 130 km de câbles.
Les cinq lignes de trolleybus représentent environ 53 % des personnes transportées et le tiers des kilomètres parcourus sur le réseau.

#### Lyon

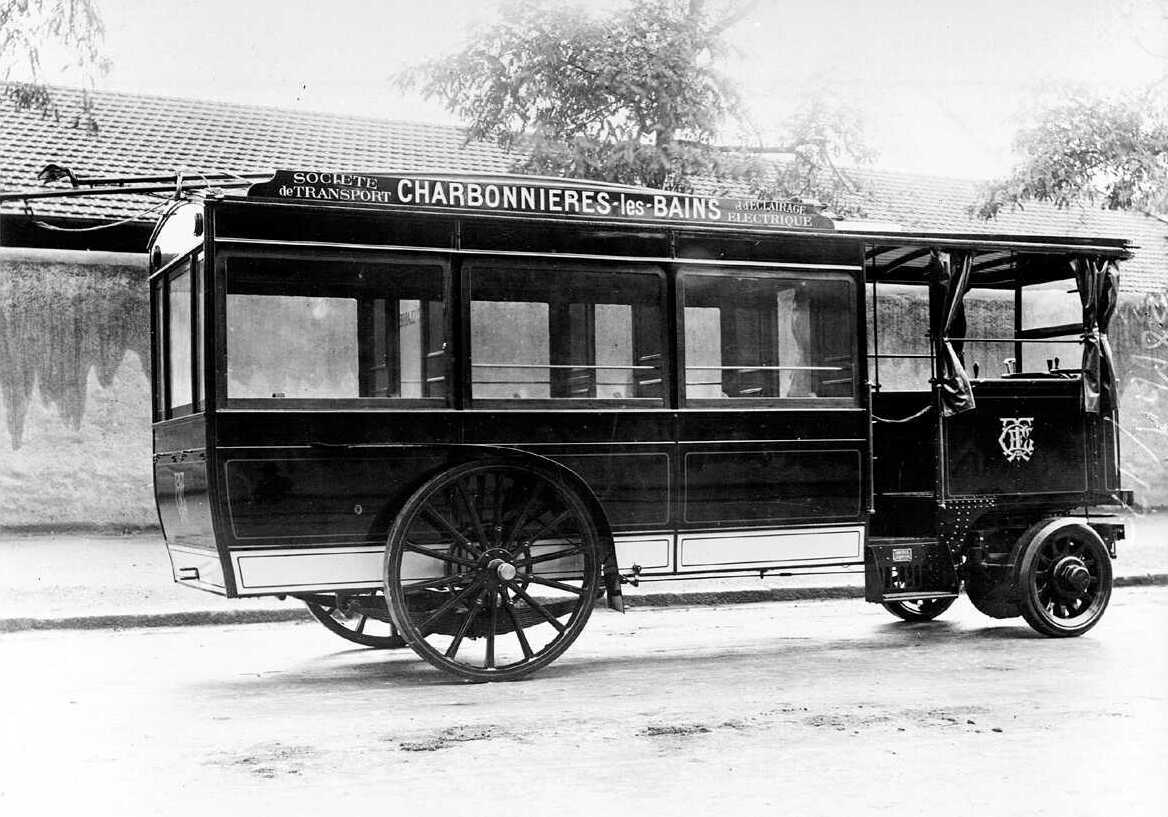
Trolleybus à perches circulant de Tassin-la-demi-lune à Charbonnières-les-Bains (Rhône), 1905-1906.

Dès 1905, la première liaison française par trolleybus à perches, selon le système de Max Schiemann, est créée dans la banlieue de Lyon. Son exploitation est interrompue seulement deux ans après. Cet échec est dû à un fiasco économique de l'entrepreneur Charles Nithard et non pas, comme il a pu le laisser croire, à l'électrocution d'un élagueur.

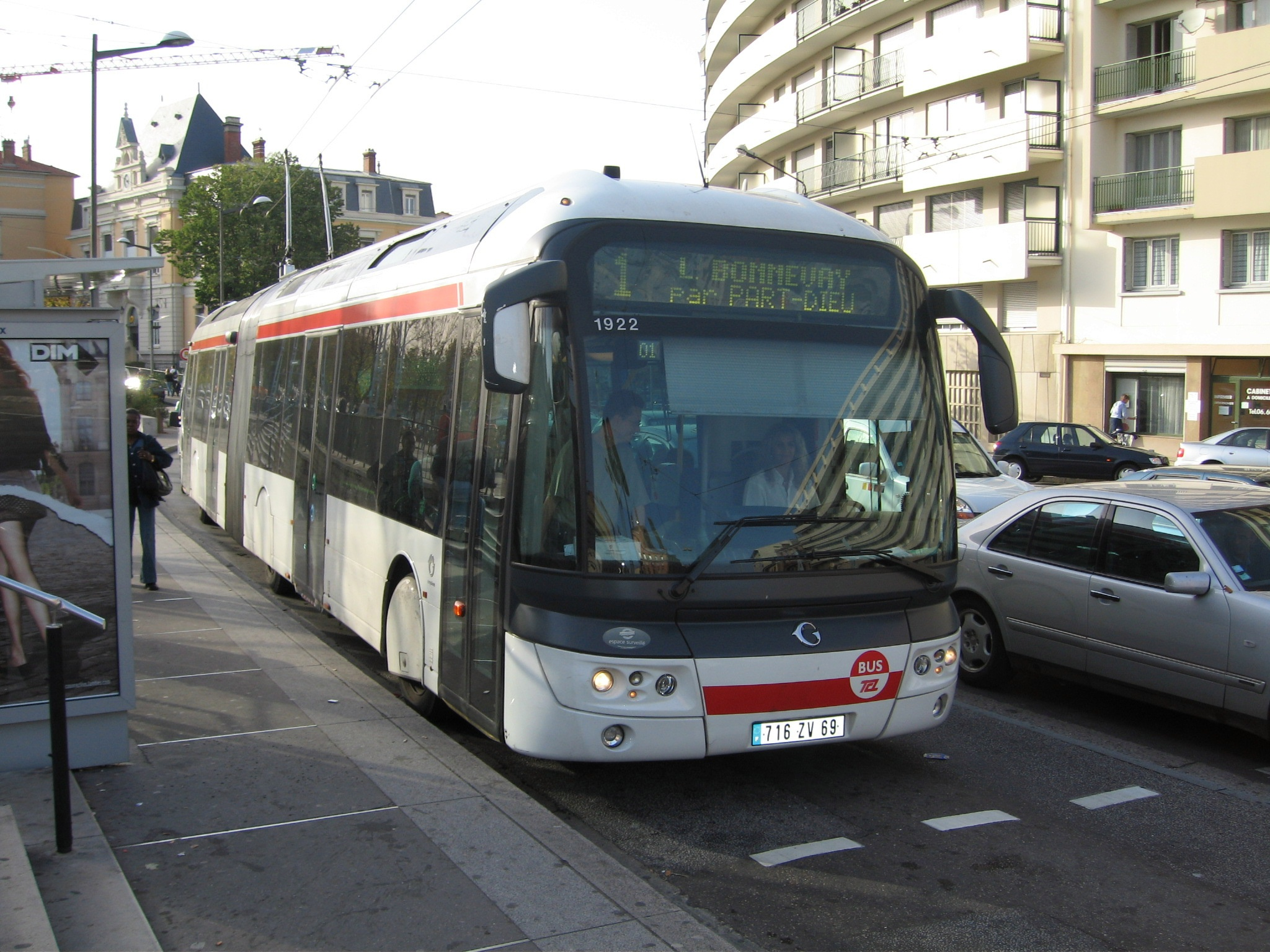
Trolleybus de Lyon.

Un réseau est constitué à partir de 1935, très apprécié durant la guerre et la crise de Suez. Il atteint sa taille la plus importante en 1959. Il décline ensuite, et de nombreuses lignes sont supprimées au profit d'autobus ou du métro. Le réseau retrouve un nouvel élan dans les années 2000 avec l'électrification de nouvelles lignes et le remplacement du matériel vieillissant.
En 2014, Lyon possède le réseau de trolleybus le plus développé de France avec neuf lignes.

#### Nancy
Le réseau de trolleybus de Nancy a été créé en 1982 et a été actif jusqu'en 1999. Les déboires connus avec le matériel bi-mode (PER 180) ont mené à une mort prématurée du réseau, les trolleybus ayant circulé sur la fin uniquement en mode thermique.

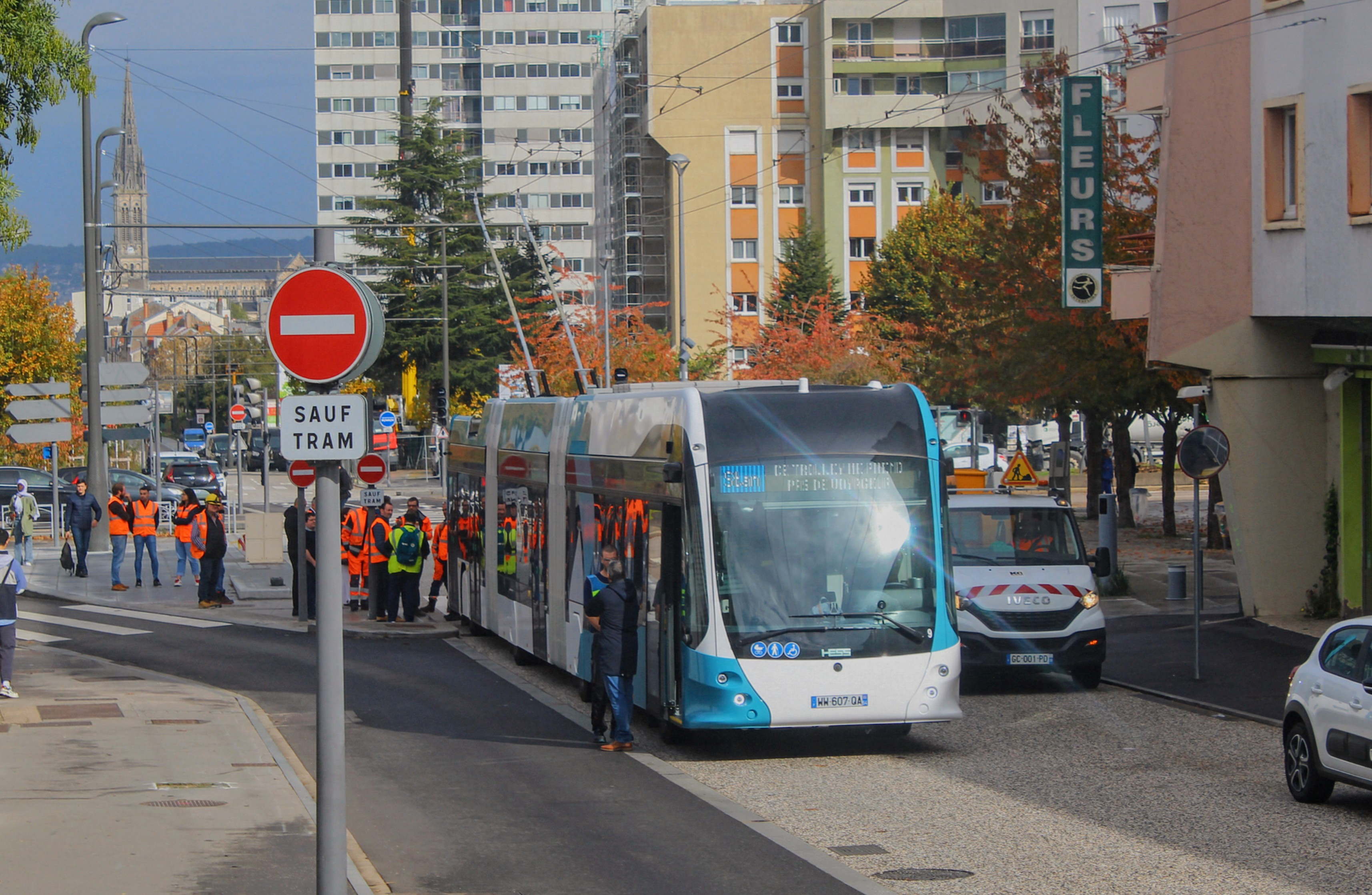
Le futur trolleybus de Nancy en cours d'essai au Vélodrome de Vandœuvre-lès-Nancy.

Au début des années 2000, la ligne reliant Essey-lès-Nancy à Vandœuvre-lès-Nancy a été transformée en ligne de tramway sur pneumatiques, de type TVR. Ce modèle de tramway sur pneus avec deux perches peut quitter son rail central pour rejoindre la circulation et devenir un trolleybus à part entière. L'organisme de gestion a ainsi commandé au constructeur l'installation de perches sur les véhicules pour permettre la réutilisation des infrastructures aériennes des trolleybus. Juste après la mise en service des TVR, la métropole a réalisé une commande de sept trolleybus Ansaldo Breda F22 pour les lignes 2 et 3 encore équipées de lignes aériennes. Finalement, il s'est avéré que les perches étaient trop courtes, et le contrat as été revu entre le constructeur et la communauté urbaine du Grand Nancy, et les véhicules (sauf le véhicule d'essai) ont été mis en service sur le réseau d'Ancône[réf. nécessaire]. 
En avril 2025, la ligne reliant Essey-lès-Nancy à la Technopôle de Nancy-Brabois (Vandœuvre-lès-Nancy) est de nouveau desservie par une ligne de trolleybus (Hess Lightram 25 DC).

#### Saint-Étienne

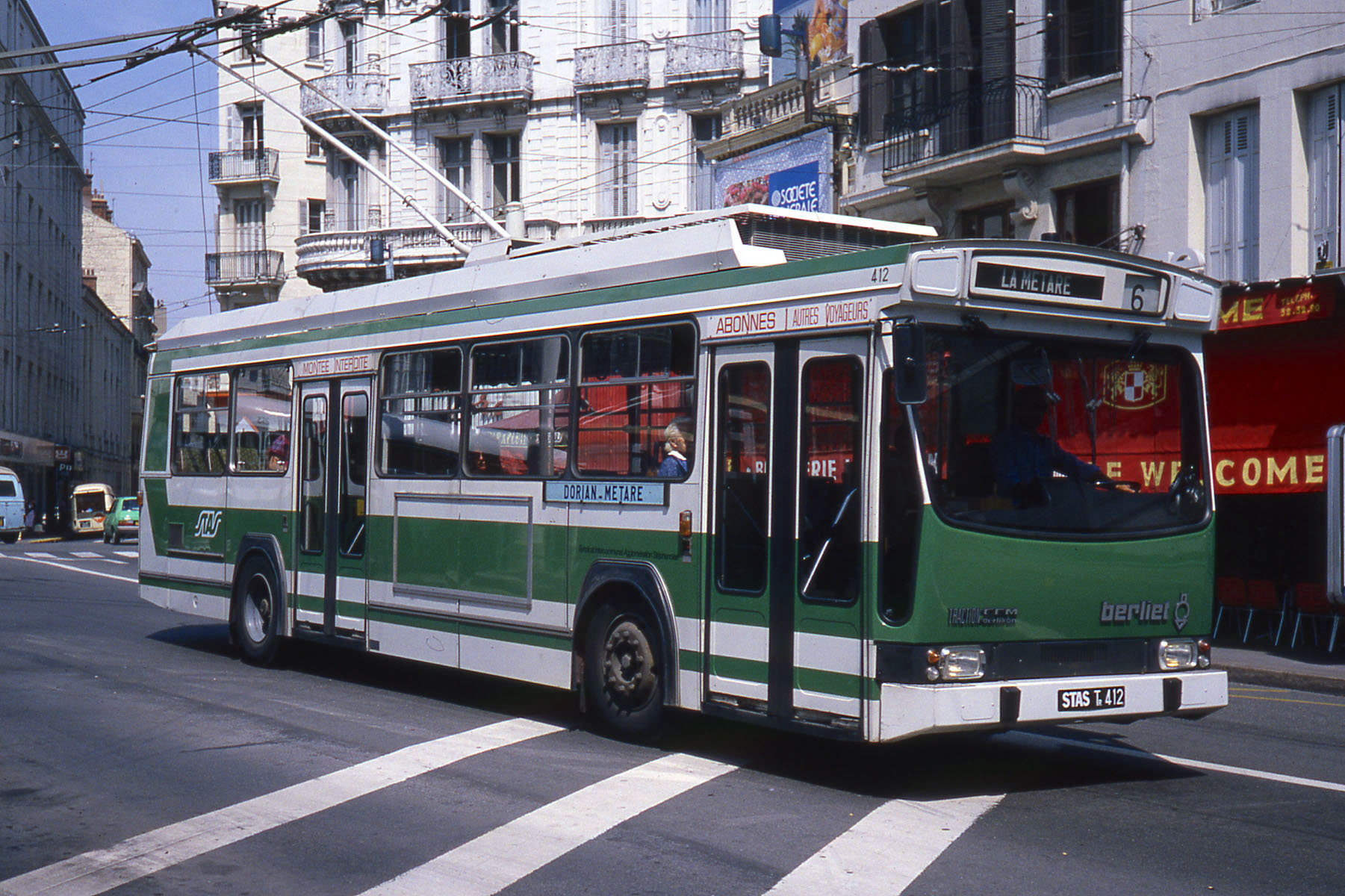
Berliet ER 100 à Saint-Étienne en 1981.

Le réseau stéphanois est connu pour être l'un des rares en France à avoir gardé son tramway depuis sa création (1912 pour son électrification). Mais c'est aussi l'un des rares à avoir conservé ses lignes de trolleybus, historiquement au nombre de sept (lignes 1, 3, 5, 6, 7, 8 et 10).
La transformation d'une partie du réseau trolley en bus a débuté dès 1999, avec la ligne 1. Des travaux persistants sur son parcours (vallée de l'Ondaine) ainsi que la volonté esthétique des maires des communes traversées (Le Chambon-Feugerolles notamment) ont eu raison des trolleybus.
Il subsiste depuis 2006 (date de la création de la seconde ligne de tramway) une ligne de trolleybus (ligne M3, entre La Cotonne et Terrenoire, reprenant l'itinéraire de l'ancienne ligne 3 et partiellement de la ligne 10). La ligne est équipée de trolleybus Irisbus Cristalis ETB 12 mais n'est pas exploitée à 100 % en trolleybus mais en duo avec des Autobus du Réseau (Renault Agora S, Iveco Urbanway 12 et Irisbus Citelis 12).
Depuis septembre 2020, la ligne est également exploitée avec des Solaris Trollino 12. Les Irisbus Cristalis ETB 12 ont été réformés le 5 juin 2021.
La ligne 6 quant à elle a été interrompue avec l'arrivée des Agora L, plus modernes que les anciens trolleybus articulés devenus vétustes. Sur l'ensemble du parcours, la caténaire est toujours en place. Cette ligne de bus fortement fréquentée ne peut recevoir un tramway à cause de la pente de son parcours, sans toutefois que le retour aux trolleybus ne soit inscrit dans les projets de l'agglomération.
La ligne 7 actuelle correspond aux anciennes lignes 5, 7 et 8. Bien que très majoritairement électrifiée (il reste quelques portions d'itinéraires entre La Rivière et Bellevue au sud et entre Jean Moulin et Dorian/Hôtel de ville qui ne sont pas encore électrifiées).
Depuis janvier 2020, la ligne 7 historique (devenue M7) est exploitée intégralement en trolleybus grâce à des Solaris Trollino 12.
La ligne M6 devrait être exploitée en trolleybus d'ici 2025, les premiers travaux ont commencé en mai 2021.
La liaison Centre-Ville > Soleil de l'ancienne ligne 10 est aujourd'hui desservie par le tramway et le bus.

### Italie

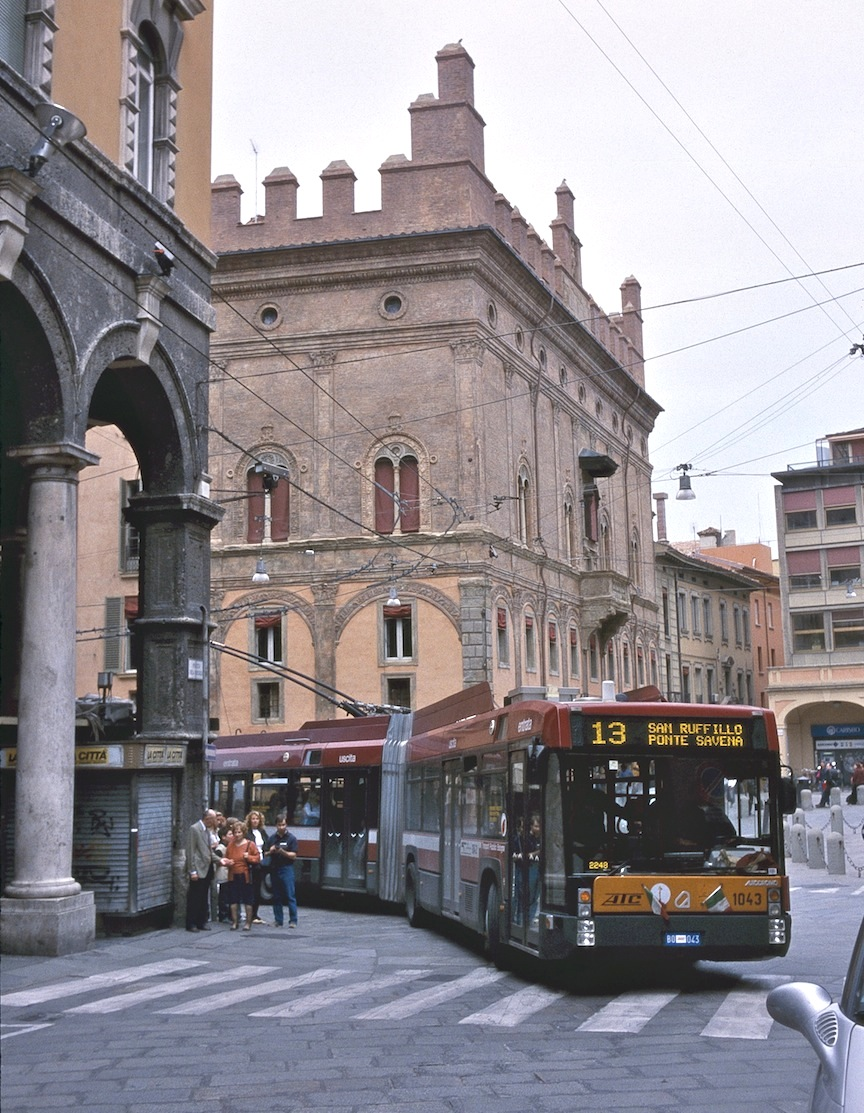
Trolleybus à Bologne.

Il existe des lignes ou des réseaux de trolleybus (filobus) à Milan, Gênes, Sanremo, Bologne, Parme, Modène, Rimini, La Spezia, Ancône, Rome, Chieti, Naples, Lecce et Cagliari. La ligne la plus ancienne est celle de La Spezia. Les réseaux (reti filoviarie) les plus étendus sont ceux de : Milan (ouvert en 1933, sans interruption), avec 4 lignes dont deux grandes circulaires en anneau autour de la ville ; Naples, avec 7 lignes dont deux vont jusqu'à Aversa et Teverola ; Cagliari, avec 1 ligne urbaine et deux grandes circulaires suburbaines. Les réseaux de Bologne, Milan, Modène, Rome, Gênes, Rimini, Parme et Ancône comportent des trolleybus articulés (filosnodati).
Prochainement[Quand ?] 3 lignes de trolleybus articulés seront remises en service à Catane. À Bari la réinstallation d'un réseau de trolleybus est également en discussion.[réf. nécessaire] Il a existé en Italie deux lignes de « trolleycamions » (filocarri) : Argegno - Lanzo d'Intelvi de 1912 à 1922, ainsi que la « Filovia dello Stelvio », en haute Valteline, de 1940 à 1956. De nombreux exemplaires de trolleybus anciens sont conservés dans plusieurs villes italiennes, notamment au musée national des transports de La Spezia.

### Hongrie

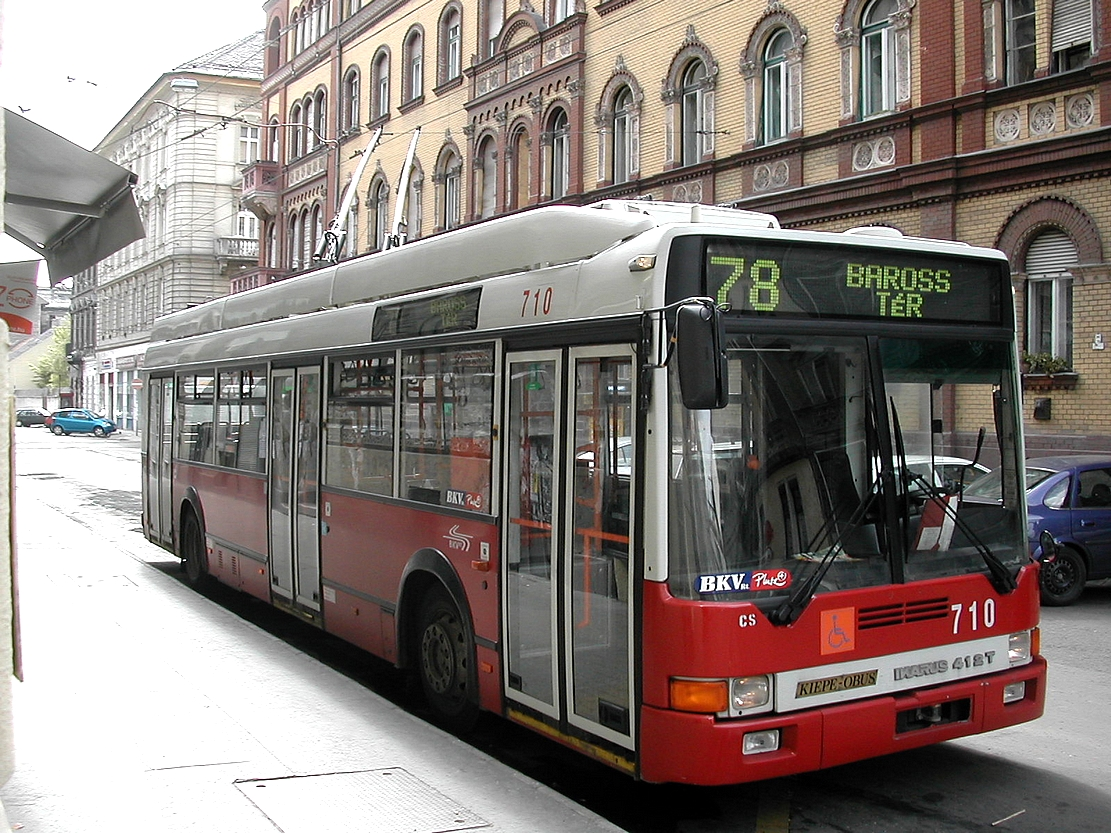
Trolleybus de la ligne à Budapest.

Le premier trolleybus à Budapest apparaît pour la première fois le 16 décembre 1933. Il relie alors Vörösvári út au cimetière d'Óbuda sur la rive droite du Danube et il porte le numéro 7. Il s'agit de la troisième ligne de trolleybus inaugurée dans le Royaume de Hongrie (après celles situées dans l'actuelle Slovaquie entre Poprad et Starý Smokovec et à Bratislava, ainsi qu'à Sibiu en Transylvanie). L'exploitation de la première ligne est interrompue en 1944 car toutes les infrastructures de circulation sont détruites pendant la guerre.
De 1949 à 1957, le réseau de trolleybus budapestois est en pleine expansion. Après une période de répit, le développement des lignes se poursuit à la faveur de la crise pétrolière de la fin des années 1970. La ligne qui dessert le quartier de Zugló est alors la dernière à être construite dans la capitale. Tous les projets concernant la rive de Buda sont abandonnés car jugés trop onéreux.
Le pays compte un réseau de trolleybus à Budapest, Debrecen et Szeged.

### Royaume-Uni

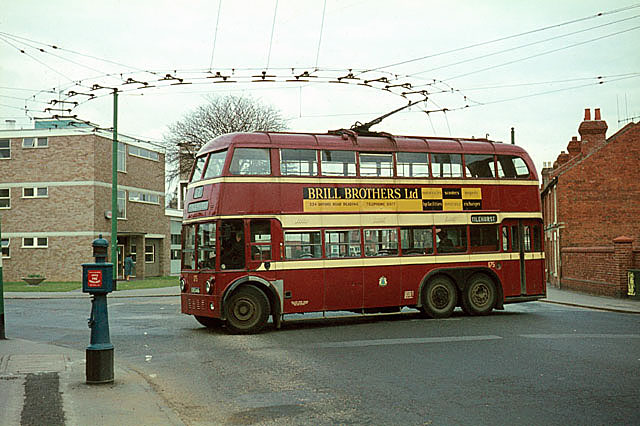
Trolleybus à impériale à Reading en 1966.

Les deux premiers réseaux de trolleybus au Royaume-Uni ouvrent le 20 juin 1911 dans les villes de Bradford et de Leeds. Son silence et son absence de pollution l'ont fait adopter dès 1933 dans la ville touristique de Bournemouth. Toutefois, il n'y a plus aucun trolleybus en circulation sur le territoire britannique depuis le 26 mars 1972. Le dernier réseau étant retiré à Bradford. Il y avait de nombreux fabricants de trolleybus au Royaume-Uni, parmi lesquels AEC, BUT, Crossley, Guy, Leyland, Karrier, Sunbeam et d'autres encore.

### Suisse

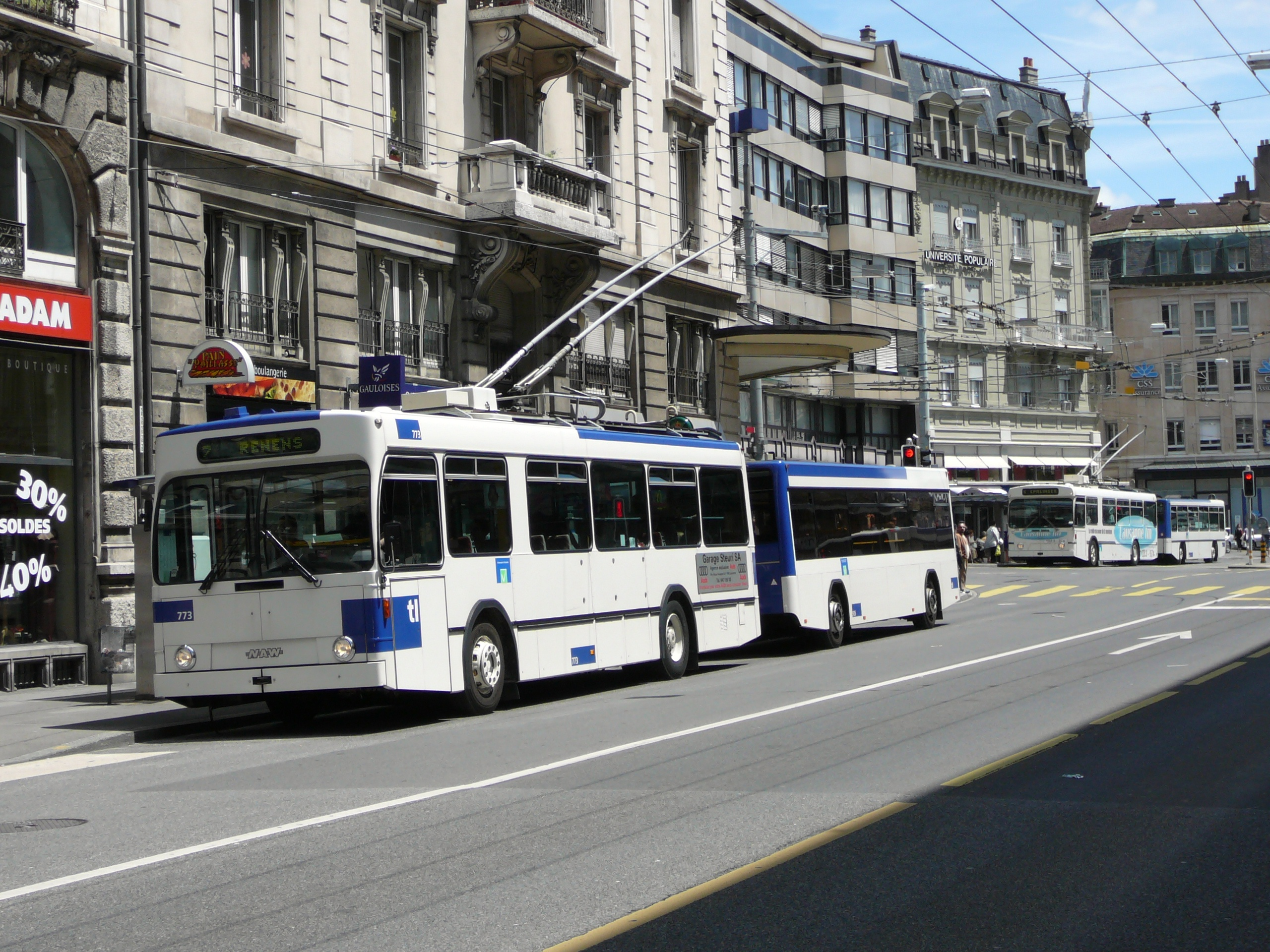
Trolleybus NAW-Lauber BBC-SE avec sa remorque à Lausanne.

La Suisse est le pays qui possède le plus grand nombre de villes à exploiter des trolleybus en Europe occidentale. À l'heure actuelle, douze villes exploitent ce mode de transport écologique, à savoir : Berne (3 lignes), Bienne (3 lignes), Fribourg (4 lignes), Genève (6 lignes), Lausanne (10 lignes), Lucerne (7 lignes), Neuchâtel (3 lignes), Saint-Gall (3 lignes), Schaffhouse (1 ligne), Vevey-Montreux-Villeneuve (VMCV) (1 ligne), Winterthour (3 lignes) et Zurich (6 lignes). D'autres villes ont possédé un réseau de trolleybus, ce fut le cas d'Altstätten jusqu'en 1977, Thoune jusqu'en 1982, Lugano jusqu'en 2001, Bâle jusqu'en 2008 et La Chaux-de-Fonds jusqu'en 2014.
Plusieurs villes suisses ont la particularité de posséder des trolleybus Hess lighTram, véhicules articulés à 3 caisses avec 2 articulations, à savoir les villes de Genève (TPG), Lucerne (VBL), Saint-Gall (VBSG), Zürich (VBZ) et Lausanne (TL).

### Autres pays
Le trolleybus reste un moyen de transport répandu dans les pays issus de l’ex-Union soviétique, comme à Riga (Lettonie), à Tallinn (Estonie) et à Chisinau (Moldavie). Il l'est également dans les pays faisant partie de la sphère d'influence soviétique tels que la Chine (à Jinan, à Pékin, à Shanghai), la  Corée du Nord (à Pyongyang), la Pologne (à Gdynia, à Lublin et à Tychy), la Bulgarie (à Sofia), la Tchéquie (à Brno, à Hradec Kralove, à Jihlava, à Plzeň et à Ústí nad Labem), la Roumanie (à Bucarest, à Piatra Neamț, à Cluj-Napoca)). D'autres pays possédaient des trolleybus soviétiques (en), comme la Grèce (à Athènes) ou la Serbie (à Belgrade) les Pays-Bas (à Arnhem), le Portugal (à Coimbra) ou l'Espagne (à Castellón de la Plana, 1962-1969, remis en service en 2008).
On retrouve également ce type de bus outre-Atlantique, par exemple au Brésil (à Santos, à São Paulo), au Chili (à Valparaíso, à Mendoza, en Argentine (à Córdoba y Rosario), au Canada (à Vancouver), aux États-Unis (à Boston, à Dayton, à Philadelphie, à San Francisco et à Seattle) ou au Mexique (à Guadalajara et à Mexico).

## Anecdotes
À Alger, en Algérie, le terme « Trolley » (truli) désigne toujours les bus et navettes du réseau de transport urbains[réf. nécessaire].
Au Maroc, le trolleybus a été installé par les Espagnols dans la ville de Tétouan au nord du pays et il a continué de fonctionner longtemps après l'indépendance[réf. nécessaire].
En Crimée se trouve la plus longue ligne de trolleybus du monde, le trolleybus de Crimée, avec une ligne de 86 km de long, dont la mise en service a eu lieu en 1959.